# Deventer
Deventer (uitspraakⓘ; Nedersaksisch: Dèv'nter of Daeventer, in het Deventers: Dèmpter) is een Nederlandse stad in de provincie Overijssel. De stad is de hoofdplaats van de gelijknamige gemeente en is gelegen aan de rivier de IJssel. Deventer maakte in de middeleeuwen deel uit van het Hanzeverbond, een belangrijk Noord-Duits handelsnetwerk.
Deventer is een van de oudste steden van Nederland. De plaats staat al in 9e-eeuwse bronnen van het bisdom Utrecht vermeld. In een oorkonde uit 877 wordt gesproken over zeven hoeven in Daventre portu (de haven Deventer). In 952 wordt Deventer in een schenkingsoorkonde van koning Otto I als stad vermeld. Nadat de plaats in de loop der tijd steeds meer rechten en privileges had verworven, ontving ze in 1123 van keizer Hendrik V de beschikking over de gemeentelijke gronden. Dit wordt door historici beschouwd als het moment van verkrijgen van stadsrechten door de inwoners. De stad heeft het oudste stenen huis, het oudste wandelpark en met de Athenaeumbibliotheek ook de oudste wetenschappelijke bibliotheek van Nederland.
De stad Deventer telde op 1 januari 2023 82.960 inwoners en is daarmee veruit de grootste kern van de gemeente, die in totaal ruim 100.000 inwoners telt.

## Naam

### Etymologie
De naam Deventer wordt etymologisch op verschillende manieren verklaard. Allereerst wordt ze toegeschreven aan een in de 8e eeuw of eerder ontstane samenstelling van twee Oudsaksische vormen. De naam zou dan zijn ontstaan uit deve-treo, wat zoiets betekende als "aan een waterloop gelegen geboomte" of "dode boom". 'Deven' betekende in het Gotisch hetzelfde als gestorven, de Oudengelse of Oudsaksisch naam 'treo' betekende boom.
Daarnaast wordt weleens verhaald dat Deventer zijn naam dankt aan het stadje Daventry in Engeland, waar de christelijke missionaris Lebuinus (Liafwin) vandaan zou zijn gekomen. Dit kan niet kloppen, want Daventry bestond toen nog niet. Het is echter denkbaar dat Deventer en Daventry dezelfde etymologische oorsprong hebben.
In de 10e eeuw schreef de benedictijn Hucbald dat Deventer vernoemd was naar een monnik met de naam Davo, die met Lebuinus meereisde. Ook dit lijkt niet waarschijnlijk. De plaats Davo bestond elders al en in de eeuw oudere tekst die Hucbald als bron gebruikte, wordt niets over deze vernoeming gezegd.

### Bijnamen
Gezien de politiek overwegend linksgeoriënteerde bevolking werd Deventer in de 20e eeuw aangeduid als 'Moskou aan de IJssel'. Ook wordt Deventer aangeduid als 'Koekstad', vanwege de bekende Deventer koek. Lokale carnavalsvierders hebben het over 'Stokvissengat', naar de stokvis die er vroeger verhandeld werd.

## Geschiedenis
Op het huidige grondgebied van de gemeente Deventer zijn restanten gevonden uit de Romeinse tijd. In het stadsdeel Colmschate lag in de Romeinse tijd een Germaanse nederzetting. Tijdens opgravingen zijn Romeinse munten uit de 3e en 4e eeuw gevonden, evenals een beeldje van de Romeinse godin Victoria.

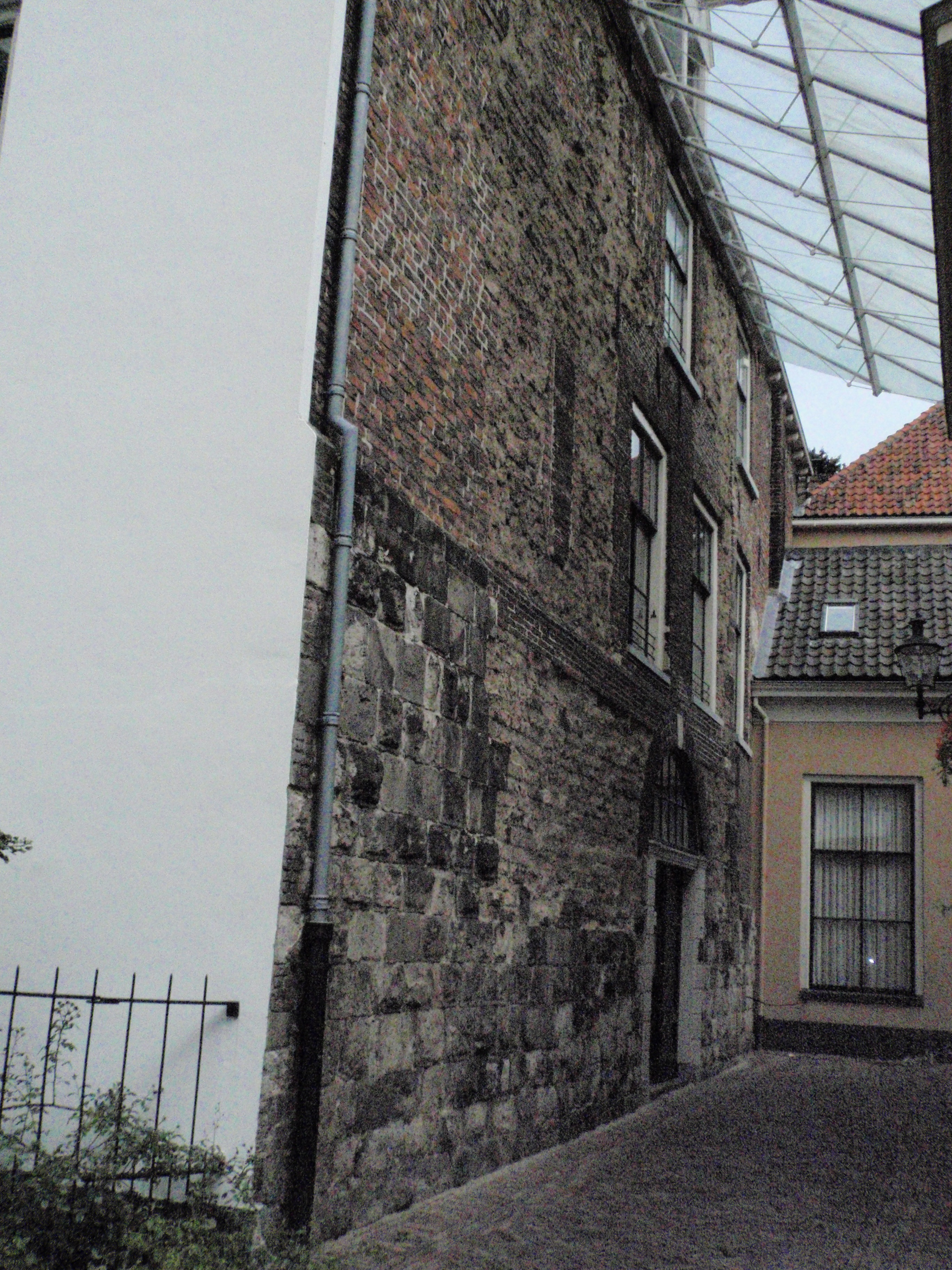
De Proosdij uit 1130 is het oudste stenen woonhuis van Nederland.

Vanaf de 8e eeuw is de plek waar Deventer nu ligt vrijwel continu bewoond. De IJssel speelde een belangrijke rol voor jagers, vissers, boeren en veehouders, die zich vestigden op de oever. Waarschijnlijk is de stad gesticht door de later heilig verklaarde Angelsaksische missionaris Lebuinus (Liafwin), die in 768 de IJssel overstak, en een houten kerkje stichtte op de plek waar nu de naar hem genoemde Grote of Lebuinuskerk staat. Deventer bleef een religieus centrum binnen het bisdom Utrecht en ontwikkelde zich tot de hoofdplaats van het Oversticht.
Tussen 1000 en 1500 werd Deventer een bloeiende handelsplaats, die deel uitmaakte van het Hanzeverbond. Met name in de 11e en 12e eeuw vormde het samen met Tiel een zeer belangrijke handelsplaats. Deventer was ook een havenstad. Grote schepen konden aan de kade aanleggen. De Schipbeek mondde vroeger uit aan de zuidkant van het centrum en vormde een natuurlijke haven. In deze periode werd de verdedigingswal tegen Vikingaanvallen, waar de stad al in 882 mee begonnen was, uitgebreid met stadsmuren, torens en poorten. Er waren vijf grote en een groot aantal kleinere stadspoorten.
Deventer was een belangrijk centrum voor religieuze hervorming, met name doordat het de geboorteplaats is van Geert Grote, grondlegger van de beweging van de Moderne Devotie die van grote invloed was op Thomas a Kempis en later op Desiderius Erasmus. De destijds wijd en zijd bekende Latijnse School van Deventer, waar zij alle drie les hebben gehad, speelde hierin een belangrijke rol en kende haar glorietijd van 1483 tot 1498 onder het rectoraat van Alexander Hegius, de belangrijkste leerling van Rudolf Agricola. Tot ongeveer 1500 was de stad het belangrijkste humanistische boekdrukcentrum van Noord-Europa.

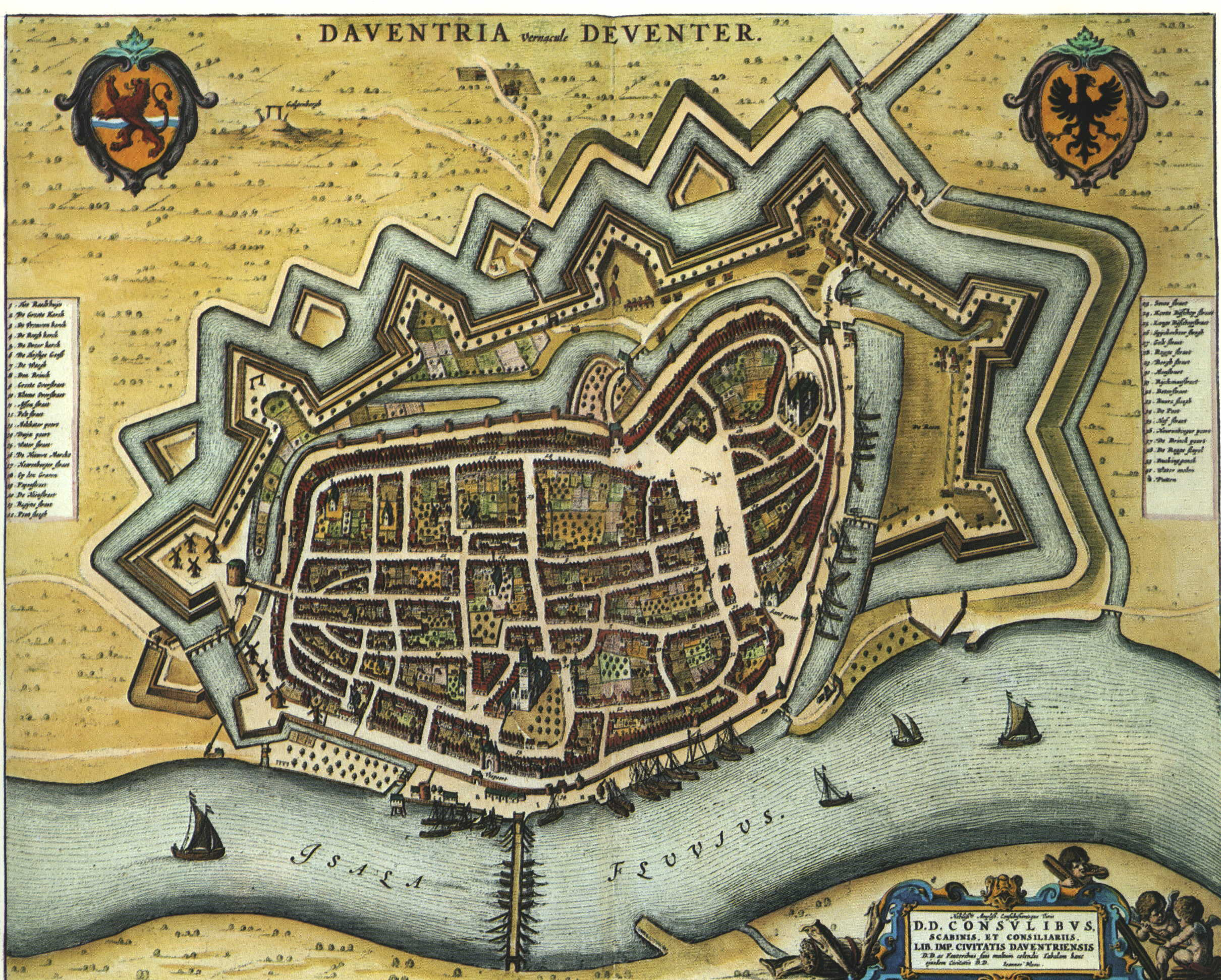
Het stratenpatroon van Deventer op deze kaart uit 1652 is vandaag de dag nog ongewijzigd.

Al vanaf de Middeleeuwen strekte het bestuur van Deventer zich niet alleen uit tot de grenzen van de stad zelf, maar ook tot een ruim gebied buiten de vesting. In deze zogenoemde wigbold, plattelandsgebied bestaande uit weiden en tuinderijen, gold het stadsrecht.
Tijdens de Tachtigjarige Oorlog werd Deventer in 1591 na een tien dagen durend beleg veroverd door Staatse troepen onder bevel van prins Maurits. Het bestuur van de stad kwam toen in handen van protestanten. Na deze reformatie werd de band tussen de Latijnse School en de katholieke kerk verbroken. Daarnaast werd met behulp van een erfenis het Athenaeum Illustre opgericht dat vervolgstudiemogelijkheden bood aan leerlingen van de Latijnse School. 
Gedurende de middeleeuwen waren Deventer, Zwolle en Kampen uitgegroeid tot de hoofdsteden van Overijssel, die elkaar beconcurreerden maar ook genoodzaakt waren tot samenwerking. Vanaf 1317 was er al sprake van een bondgenootschap. Na de Tachtigjarige Oorlog werd Overijssel een gewest van de Republiek der Verenigde Nederlanden met een eigen bestuur. De Gedeputeerde Staten van Overijssel vergaderden beurtelings in elk van de drie steden. In 1632 werd hiervoor in Deventer het Landshuis gebouwd, dat werd gebruikt totdat in de Franse Tijd Zwolle als hoofdstad van het Departement van den Ouden IJssel werd aangewezen en nadien ook de enige hoofdstad van Overijssel werd. 

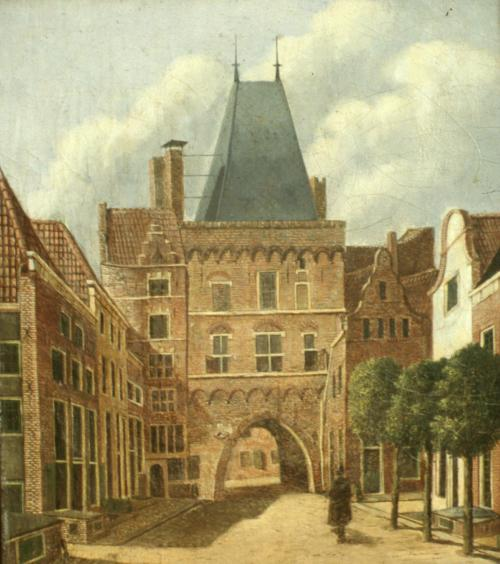
De voormalige Binnen-Vispoort in de 19e eeuw.

In 1783 werd in Deventer een vrijkorps opgericht met radicaal-liberale ideeën: het volk moest meer invloed krijgen op het bestuur. In 1795 brak de Franse tijd aan, waarmee in heel Nederland de beginselen van vrijheid, gelijkheid en broederschap werden ingevoerd. Op 4 mei 1809 bracht koning Lodewijk Napoleon een bezoek aan Deventer. Deventer werd in 1851 een gemeente in de zin van de gemeentewet uit 1848. Na de invoering van de vestingwet (1874) werden de Nederlands steden ontheven van hun plicht om hun vestingwerken te onderhouden en mocht ook het tot die tijd direct buiten de oude vesting vrij te houden schootsveld bebouwd worden. De eerste wijken die hier eind 19e eeuw ontstonden waren de Molenbelt en de Ossenweerd. De eerste industrie werd gevestigd aan de zuidoostkant van de oude vesting, langs de spoorlijn en de oude haven, en wat later ook aan de noordwestzijde langs de IJssel.

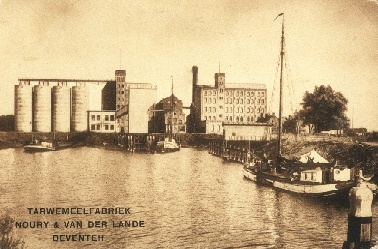
De tarwemeelfabriek van Noury & van der Lande

Tijdens de Tweede Wereldoorlog werd Deventer verschillende malen door de geallieerden gebombardeerd, met honderden burgerslachtoffers als gevolg. Van de circa 11.000 woningen bleven er slechts 2500 onbeschadigd. Met name het gebied rond de strategisch belangrijke bruggen werd door bommen getroffen; ook het historisch stadscentrum liep daarbij grote schade op. Veel schade veroorzaakten ook neerstortende Duitse V1-vliegende bommen. Deze werden ten oosten van de stad afgeschoten, waren bestemd voor Engeland, maar verlieten soms defect hun baan. In 1942 telde Deventer bijna 500 Joden van wie de meesten in het Noordenbergkwartier woonden. Een groot aantal van hen werd gedeporteerd en keerde niet terug. Vlak voor het moment van de daadwerkelijke bevrijding op 10 april 1945 vond in de stad het Twentol-drama plaats, waarbij zeven verzetsstrijders om het leven kwamen. Na de Tweede Wereldoorlog werd hard gewerkt aan de wederopbouw. Naast de bruggen voor het weg- en spoorvervoer werd een sluis aangelegd, de Prins Bernhardsluis, om zo de binnenvaart te bevorderen. Sinds 1951 verbindt deze de IJssel met het basiskanaal.
Vanwege de politieke verhoudingen werd Deventer in de 20e eeuw door sommigen 'Moskou aan de IJssel' genoemd. De bevolking bestond tot in de jaren zeventig voor een groot deel uit arbeiders die werkzaam waren in de grote textiel-, metaal-, en andere fabrieken.
Eind jaren vijftig had de bebouwing de grenzen van de gemeente bereikt. In 1960 werd voor verdere uitbreiding daarvan het deel van de gemeente Diepenveen geannexeerd dat nu de wijken Keizerslanden, Borgele en de Platvoet, alle drie gerealiseerd in de jaren zestig, beslaat; alles bij elkaar grofweg het gebied tot aan (bewesten) de Zandwetering.
Nadat eind jaren zestig een plan om de stad uit te breiden over de IJssel, het zogeheten Dubbelstadplan, niet haalbaar werd geacht, richtte Deventer zijn blik weer naar het oosten: in 1974 werd wederom een deel van Diepenveen geannexeerd. Op 1 januari 1999 werd de gemeente Diepenveen opgeheven en bij Deventer gevoegd. Op 1 januari 2005 gebeurde hetzelfde met de gemeente Bathmen.

## Geografie

### Stadsparken

#### Worpplantsoen
Het buitendijks aan de IJssel gelegen Worpplantsoen is een van de oudste stadswandelparken van Nederland. Het gebied aan de westkant van de rivier was al in 1578 langs paden en wegen beplant met bomen. In de 17e eeuw ontstonden er steeds meer hoven (tuinen), compleet met tuinhuisjes. In 1699 werd voor het eerst melding gemaakt van een plantage (park) aan de IJsseloever. Ook waren hier herbergen en uitspanningen gevestigd. Nadat de Fransen het park en de bebouwing in 1813 hadden verwijderd, werd een nieuw park aangelegd. In het tuinengebied wat verder van de rivier verrees geleidelijk aan een woonwijk met de naam De Hoven. In het park staat een muziekkoepel. In de zomer vinden er optredens en evenementen plaats en wordt er gepicknickt en gebarbecued.

#### Rijsterborgherpark

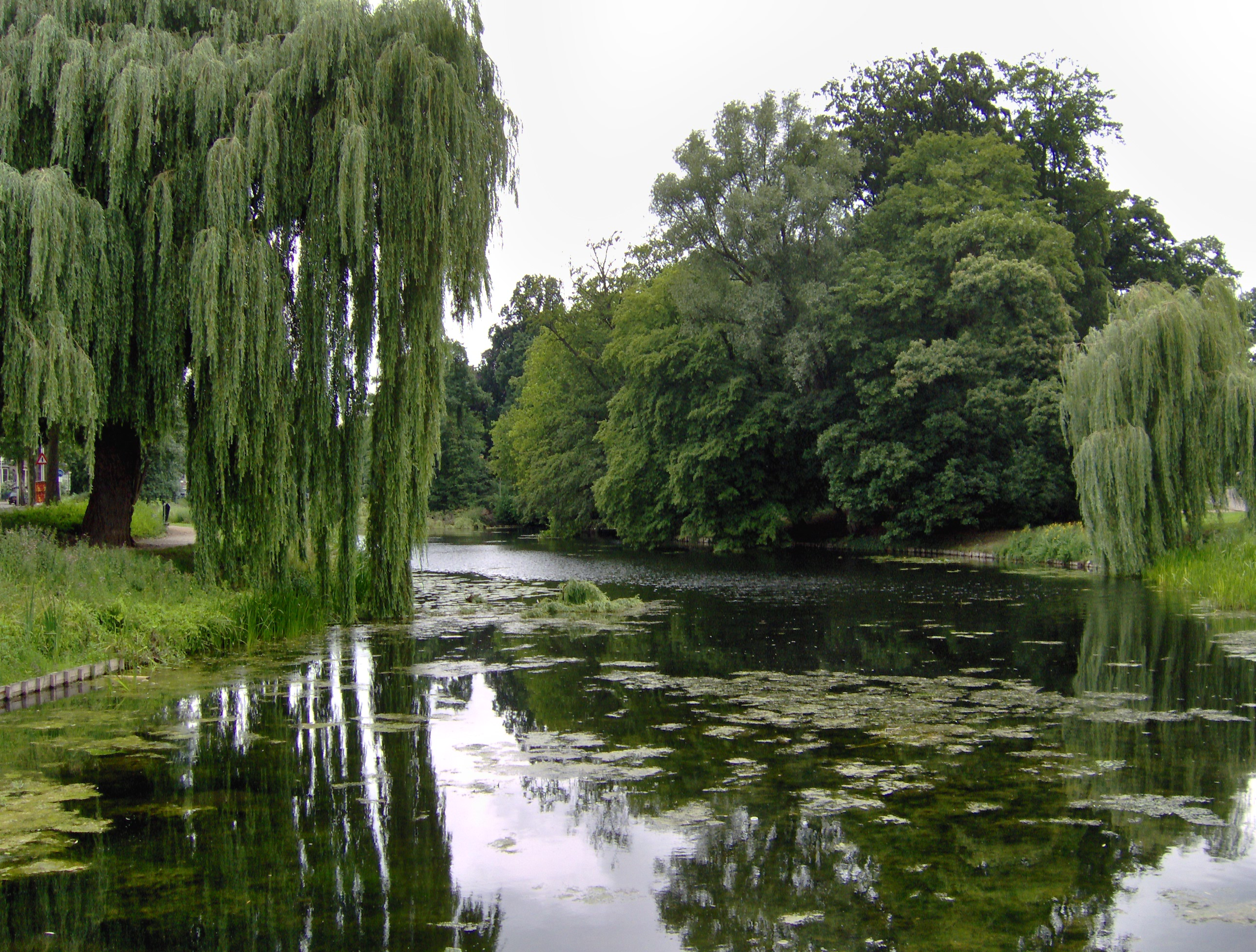
Het Rijsterborgherpark

Het Rijsterborgherpark staat in Deventer algemeen bekend als het Oude Plantsoen. Het is gelegen aan de voormalige buitengracht tussen spoorbaan en binnenstad. De aanleg vond plaats nadat in de 19e eeuw de Deventer vestingwerken waren ontmanteld, maar daarvoor was er al sprake van een wandeling (een wandelpad) ter plaatse. Het park werd rond 1880 ontworpen door de bekende landschapsarchitect Leonard Springer. Tussen het groen staan op een aantal plaatsen kunstwerken, een Vogeleiland met allerhande pluimvee, een paviljoen en een muziekkoepel. Het Rijsterborgherpark is een rijksmonument.

#### Nieuwe Plantsoen

Het Nieuwe Plantsoen gezien vanaf de watertoren

Het Nieuwe Plantsoen is na 1893 bij de aanleg van de Deventer waterleiding ontstaan als waterwingebied. Ook deze parkaanleg werd ontworpen door L. Springer. Het park herbergt een drinkwaterpompstation en door het park verspreid liggen pompkelders met de opening een meter boven het maaiveld, de zogenoemde 'molshopen'. Van een diepte van 80-125 meter wordt hier jaarlijks 1,5 miljoen kubieke meter zuiver water opgepompt. Ook staat er sinds 1893 een karakteristieke uit baksteen opgetrokken watertoren. In de jaren zestig van de 20e eeuw werd het park uitgebreid met een hertenkamp. Het parkbos had lang te lijden van achterstallig onderhoud maar begin 21e eeuw is hiervan veel goedgemaakt.

#### Gooikerpark
De aanleg van het Gooikerspark, gelegen tussen de nieuwe oostelijke woonwijken van het stadsdeel Colmschate, kwam in 2010 gereed. Het is ongeveer 18 hectare groot. Een belangrijk onderdeel vormt het natuur- en milieueducatiecentrum 'De Ulebelt' met kinderboerderij en natuurspeelplaats.

#### Zandweteringpark

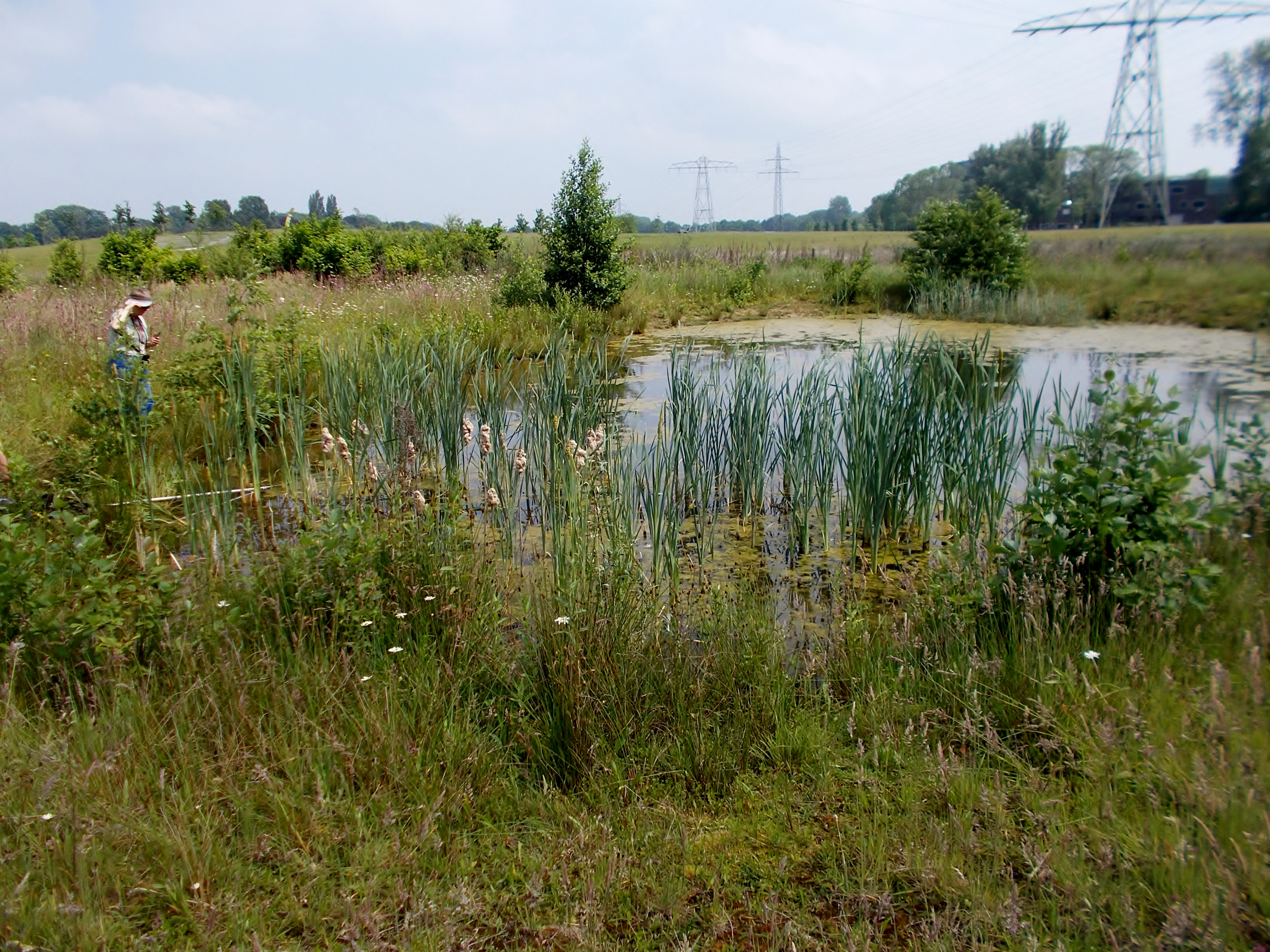
Een van de poelen in het Zandweteringpark

In 2011 werd begonnen met de aanleg van een park op het hoogspanningskabeltraject tussen de Zandwetering en de locatie voor de nieuwe woonwijk Steenbrugge ten noorden van de stad. Deze 45 hectare grote 'parkrandzone' sluit aan op het wijkpark van het Wezenland en het 150 jaar oude en zeven hectare grote 'Steenbruggerbos'. Het park bevat onder meer een heuvel met amfitheater, een boomgaard, speelgelegenheid en betonnen wandel- en fietspaden. Ongeveer dertien hectare heeft tevens de functie van waterbergingsgebied.

#### Natuurgebieden
Rond de stad ligt een aantal kleine en middelgrote natuurgebieden. Aan de westzijde van de IJssel ligt het in 1995 ontwikkelde en in 2015 voor een grotere capaciteit van de IJssel grotendeels vergraven uiterwaardengebied Ossenwaarden. In het oosten zijn er het voormalige militair oefenterrein Wechelerveld en het nabij het Overijssels Kanaal rond de Douwelerkolk gelegen overblijfsel van voormalig landgoed De Wijtenhorst. De uiterwaard nabij Diepenveen is rond 2013 in verband met het project Ruimte voor de rivier omgevormd tot een extensief gebruikt agrarisch terrein en natuur- en recreatiegebied. Van deze Keizerswaarden bij het landgoed Rande is de sterk vergrote Munnikenhank, die doorloopt tot aan natuurgebied Hengforderwaarden bij Olst, een belangrijk onderdeel.
Kleinere parken zijn de 'Jan Luykenkolk', het 'Wezenlandpark', het 'Godebaldpark' en 'Park Braband'.

### Water

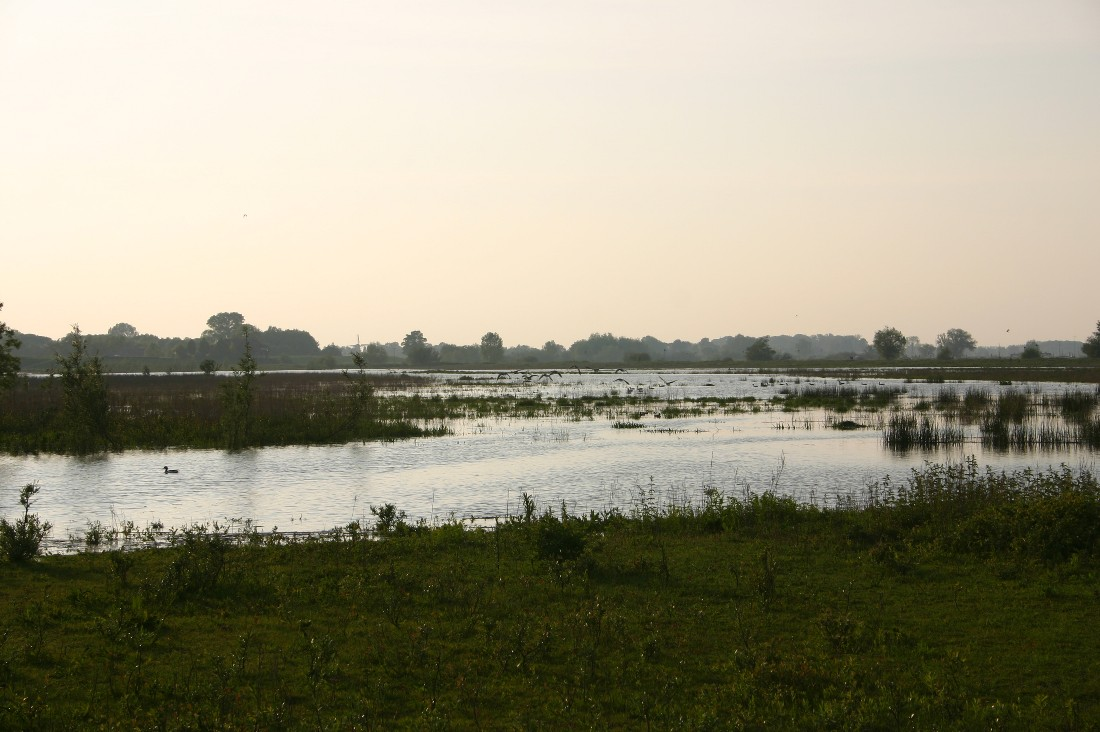
Uiterwaarden nabij Deventer

De nederzetting Deventer is gesticht op een rivierduin aan de IJssel. Deze rivier heeft in de loop der eeuwen een grote rol gespeeld voor de stad, vanwege de handel die deze waterweg meebracht. In 1241 had de stad de Katentol in erfpacht gekregen van het stift Elten. Deze tol, die is genoemd naar het Katerveer onder Zwolle, moest in het Deventer tolhuis bij de Zandpoort worden betaald, en leverde in de middeleeuwen veel geld op.
De IJssel leverde door de eeuwen heen ook veel problemen op, omdat zij vaak buiten haar oevers trad. Deventer heeft een waterkering, maar de Welle ('wal', de naam van de straat over de kade) staat met hoogwater geregeld onder water. Door dijkdoorbraken van de IJssel zijn in en rondom de stad kolken ontstaan, zoals de Douwelerkolk en de Klinkenbeltskolk.
Naast de IJssel kent Deventer nog een aantal wateren. De Schipbeek is een deels in opdracht van de stad gegraven beek die in Duitsland ontspringt en bij Deventer in de IJssel uitmondt. In vroeger tijd was de beek bevaarbaar, waardoor onder meer hout en Bentheimer zandsteen aangevoerd kon worden. Een andere waterweg die voor de scheepvaart werd aangelegd en in Deventer in de IJssel uitmondt is een zijtak van het Overijssels kanaal, waardoor Deventer in verbinding kwam met een groot kanalenstelsel door Overijssel. Het is halverwege de 19e eeuw gegraven en in 1858 geopend.
Ten oosten van Deventer begint in de Gooiermars de al in de 13e eeuw gegraven Zandwetering. Zij werd aangelegd om overtollig water af te voeren dat door bedijking van de rivier niet meer rechtstreeks in de IJssel kon vloeien. Het gedeelte bij de stad kreeg daarbij in de 21e eeuw steeds meer een functie als waterberging en natuur- en recreatiegebied. De Zandwetering vormt voor een groot deel de noordelijke grens van de 20e-eeuwse bebouwing van de stad Deventer.

## Wijkoverzicht
De stad Deventer is bestuurlijk opgedeeld in vijf stadswijken. Hieronder volgt een korte weergave van deze vijf stadsgedeelten en de beschrijving van een aantal daarin gelegen wijken en buurten. Wijk 6 is het buitengebied van de gemeente Deventer met daarin een aantal dorpen en buurtschappen.

### Wijk 1

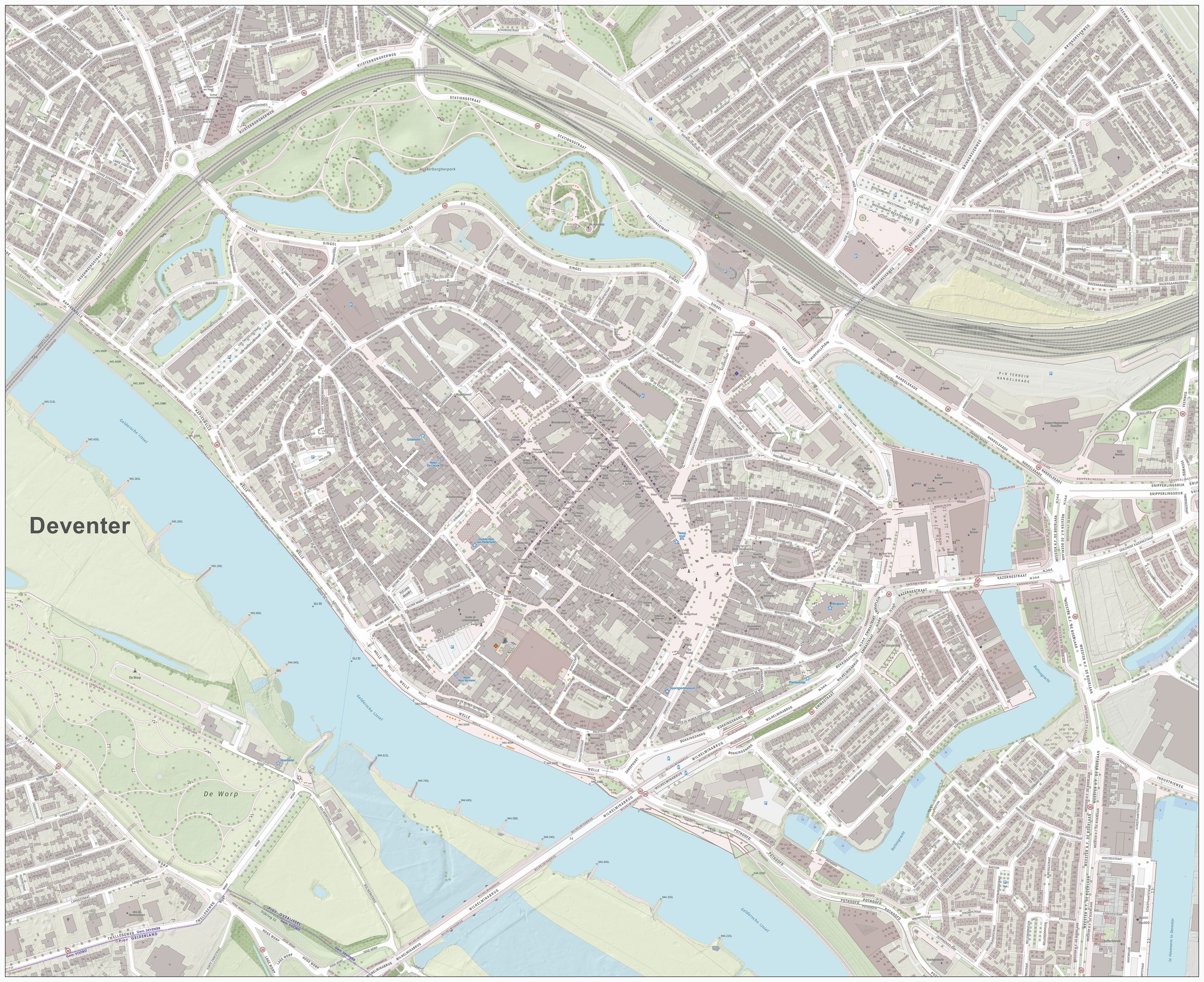
Kaart van het oude centrum van Deventer

De Binnenstad (het stadscentrum) en de wijk De Hoven, ook wel de Worp genoemd, vormen samen Wijk 1. De Hoven is de enige wijk van Deventer aan de westelijke kant van de IJssel.

#### De Hoven
Nadat in 1605 de vestingwerken rond de stad Deventer werden uitgebreid raakten de Deventer burgers hun tuin- en koolhoven kwijt. Deze waren toen gelegen voor de Noordenbergpoort en Brinkpoort. In 1621 werden aan de westelijke kant van de IJssel nieuwe hoven aangelegd. Het waren vierkante stukken grond van 200 bij 200 Rijnlandse voet, dat is ongeveer 62,5 bij 62,5 meter. Van oost naar west waren er paden aangelegd tussen de tuinen, op veel hoven stond een tuinhuis of theekoepel. Het huidige stratenpatroon volgt nog steeds deze in 1621 aangelegde paden. Vanaf eind 19e eeuw werden er steeds meer tuinen met woningen bebouwd.

### Wijk 2
Wijk 2 bestaat uit Zandweerd-Zuid, de Driebergenbuurt en het Rode Dorp, Voorstad Centrum, Voorstad Oost en Bekkumer. De buurten zijn ontstaan na het vervallen van de Vestingwet in 1874. De buurten zijn ten noorden van de spoorlijnen naar naar Apeldoorn en Arnhem aangelegd en vormen als het ware een schil om de binnenstad. Wijk 2 wordt dan ook wel de 'Oude Schil' genoemd.

#### Rode Dorp

Straat in het Rode Dorp

Het Rode dorp is een woonwijk die grotendeels tussen 1914 en 1916 werd gebouwd naar ontwerp van de architect J. Haga. Ze is ruwweg gelegen tussen de Boxbergerweg, de Diepenveenseweg, de Hoge Hondstraat en de spoorlijn Deventer-Zwolle. De wijk telde na voltooiing zo'n 680 woningen, waarvan zo'n 110 met winkel of ander bedrijfje aan huis. Een groot gedeelte heeft rood gekleurde pannendaken, vandaar de naam. Het zijn naar huidige maatstaven kleine rijtjeshuizen en bijna allemaal huurwoningen. In 2019 woonden er ongeveer 2600 mensen, waarvan 43.7% met een migratieachtergrond.
Na opheffing van de Vestingwet in 1874 kon men in de gemeente Deventer buiten de oude stad woningen beginnen te bouwen voor de in krotten aan sloppen en gangen behuisde arbeidersklasse. De eerste woningen verrezen uit particulier initiatief, maar vanaf 1913 werden op de Deventer Enk de grotere complexen van de "Vereniging tot Verbetering van den Woningtoestand in de gemeente Deventer" en de "Gemeentelijke woningstichting" gebouwd. De gemeente sloot voor de financiering een hypotheek af met een looptijd van vijfenzeventig jaar.
In 1974 werd een forse renovatie voltooid. Onder meer werd aan de achterzijde van veel huizen een nieuwe keuken plus natte cel en een schuurtje gebouwd. De wijk was in 2012-13 weer aan een opknapbeurt toe. In tegenstelling tot verschillende andere arbeiderswijken in de gemeente Deventer is het Rode Dorp niet gesloopt maar werden daken en gevels geïsoleerd en veel achterstallig onderhoud uitgevoerd.

### Wijk 3
Ook ten oosten van de oude binnenstad werd na het vervallen van de Vestingwet een aantal woonbuurten gebouwd. De buurten die onder Wijk 3 vallen zijn de Raambuurt, Buitengracht, Knutteldorp, Pothoofd, Hoornwerk, Bergweide, Deltabuurt en de Rivierenbuurten.

#### Knutteldorp

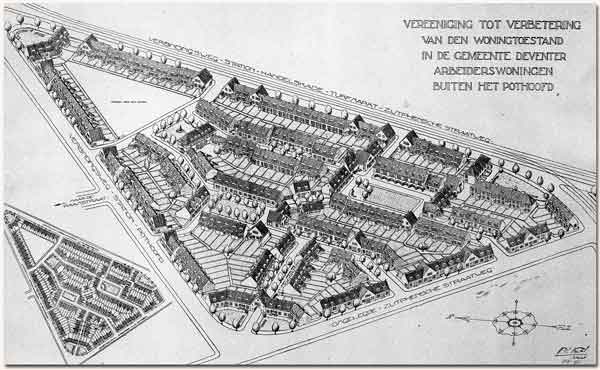
Ontwerptekening van Knutteldorp

Knutteldorp werd aangelegd op een stuk grond dat voordien dienstdeed als verdedigingswerk. De aanleg vond plaats tussen de jaren 1921 en 1930 in opdracht van de Vereeniging tot Verbetering van den Woningtoestand. Het dorp is ontworpen in een tuindorp-concept door architect W.P.C. Knuttel en telde destijds 334 arbeiderswoningen. De toegangspoorten gelden als belangrijkste uiterlijke kenmerk van het dorp. De meeste bewoners van Knutteldorp waren aanvankelijk arbeiders die werkten in de fabrieken van de Raambuurt. De 'dorpelingen' hadden een eigen identiteit, die afweek van de oorspronkelijke 'Deventenaar'. Dat werd mede bevorderd doordat Knutteldorp zijn eigen winkels en voorzieningen had. Het Knutteldorp ligt ingeklemd tussen Pothoofd, Raambuurt en het Havenkwartier, dat onderdeel is van het bedrijventerrein Bergweide. Vanaf de jaren zeventig is het dorp grondig gerestaureerd. Vanaf 1994 zijn bijna alle huizen in Knutteldorp afgebroken en zijn er nieuwe huizen gebouwd, waarbij het oorspronkelijke stratenplan is gehandhaafd. Het enige bouwwerk dat is blijven staan is het poortje tussen de Almensestraat en het Bellendonkplein.

#### Pothoofd

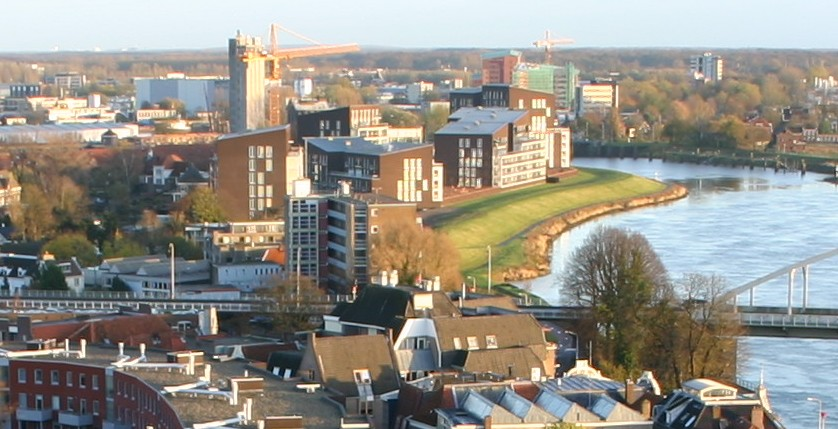
Het Pothoofd gezien vanaf de Lebuinustoren. De bruine Pothoofdflats zijn goed zichtbaar.

Ten zuiden van het centrum, ingeklemd tussen de IJssel, de Raambuurt en Knutteldorp, ligt de buurt het Pothoofd. Vroeger was dit een overslagkade, nu staan er zes appartementenflats van de Belgische architect Jo Crepain. Het stratenpatroon is flink veranderd. Er hebben ooit grote kranen en silo's gestaan en er was een spooremplacement. Van hier vertrokken stoomtrams naar Zutphen, Borculo en Emmerich. Het stationsgebouw, nu het wijkgebouw van Speeltuinvereniging 'Wijk16', is een van de weinige bouwsels daar nog naar verwijzen. Tijdens de 19e eeuw is door de overslag van graan uit Amerika op het Pothoofd als adventiefplant de Kleine teunisbloem terechtgekomen. In Deventer werd deze bloem daarom pothoofdplant genoemd. Sindsdien kennen men in de plantkunde de term pothoofdplant voor een onopzettelijk van elders aangevoerde soort. De dichter Jac. van Hattum ontleende er in 1936 de titel van zijn poëziebundel De pothoofdplant aan. Ook Jac.P.Thijsse, bestempelde als medeauteur van "Heijmans, Heinsius en Thijsse's geïllustreerde flora van Nederland", de eerste uitgave van een flora in Nederland (1898), reeds planten die door menselijk toedoen verschenen op plekken als havens en spoorweglocaties, als "Pothoofdplanten".

### Wijk 4
Wijk 4 bestaat voornamelijk uit naoorlogse woonwijken. Dit zijn Zandweerd-Noord, Borgele-Platvoet, Tuindorp en Keizerslanden met de deelwijken Landsherenkwartier en Oranjekwartier. Alleen de Ziekenhuisbuurt is ouder.

### Wijk 5
Na de annexatie van grondgebied van de voormalige gemeente Diepenveen werd het grootste deel van Wijk 5 gebouwd. De wijk bestaat uit Colmschate-Zuid (Dorp Colmschate, Snippeling, Veldpape, Oxerhof, Bannink, Colmschater Enk, Bramelt, Roessink, Essenerveld en Swormink), Colmschate-Noord (Het Oostrik, Blauwenoord, Groot Douwel, Klein Douwel) en de Vijfhoek (Op den Haar, Steinvoorde, Graveland, Jeurlink, Fetlaer, Spikvoorde en Spijkvoorderenk).

## Cultuur

### Taal
Net zoals andere steden in Nederland heeft Deventer zijn eigen stadsdialect, het Deventers. Dit dialect wijkt iets af van het dialect dat in de regio gesproken wordt. Een van de verschillen is de brouwende uitspraak van de r, dit deelt het Deventers met het Zwols en Kampers, maar niet met het omliggende Sallandse platteland. Een verschil met de twee andere stadsdialecten is dat men in Deventer de h niet laat vallen. Er is dus geen sprake van de h-deletie. Er zijn ook andere verschillen, in Zwolle zegt men bijvoorbeeld höntien/huntien, en in Deventer hundjen (hondje). Ook het gebied ten westen van Deventer kent het woord hundjen. In de omstreken van Deventer maakt men verkleinwoorden met een umlaut+jen of (s)ken. In de rest van Salland doet men dat met een umlaut+(ch)ien. Het Deventers heeft daarmee meer verwantschap met het Zutphens en sluit daarmee aan op het Achterhoeks. Een ander verschil is dat als men het over het getal vijf heeft, men in Deventer vuuf zegt en in Zwolle vief.

### Bezienswaardigheden

#### Monumenten
Een deel van Deventer is een beschermd stadsgezicht. Verder zijn er in de stad en de gemeente honderden rijksmonumenten:
- Lijst van rijksmonumenten in Deventer (plaats)
- Lijst van gemeentelijke monumenten in Deventer (plaats)

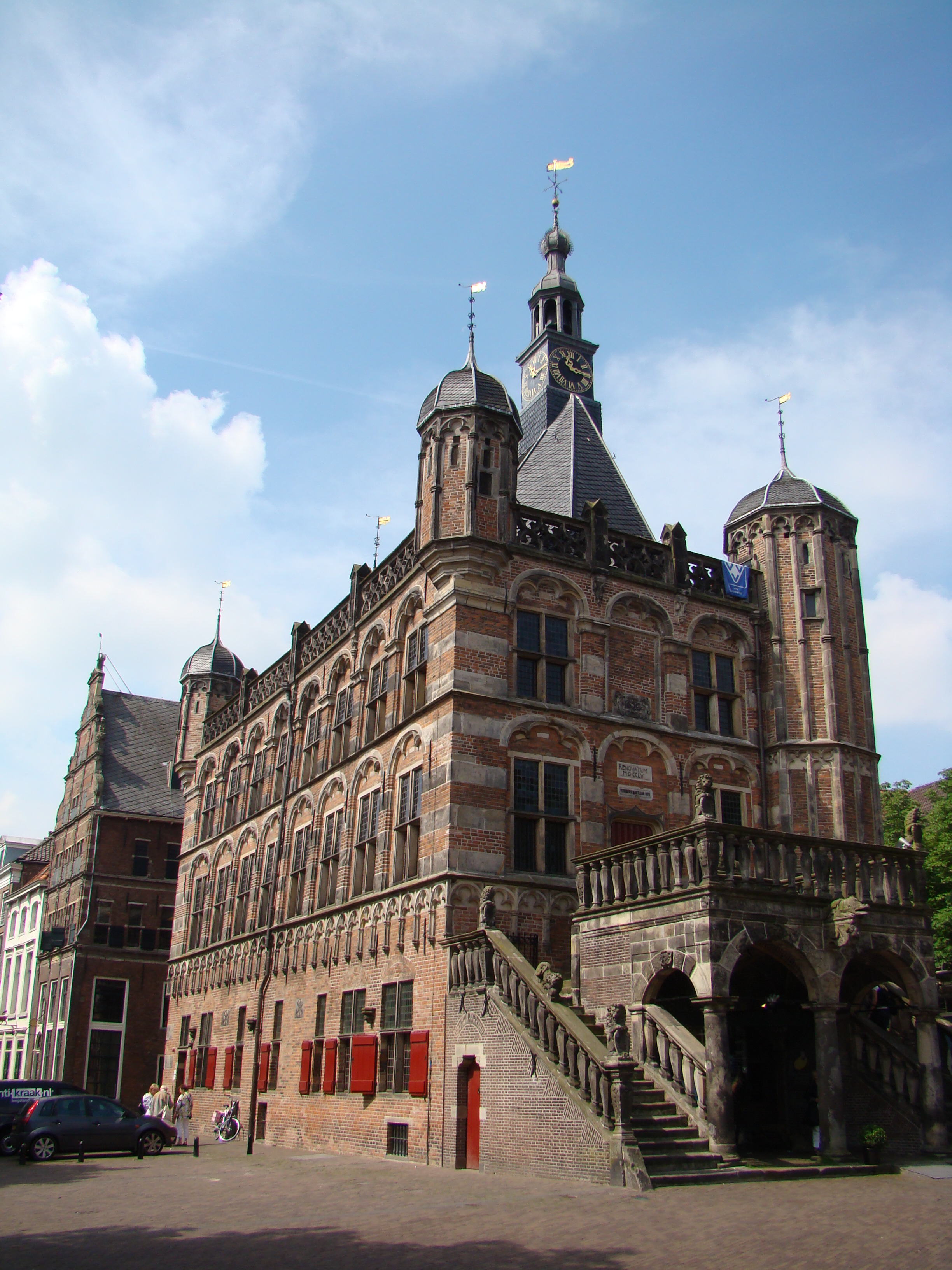
Waag aan de Brink

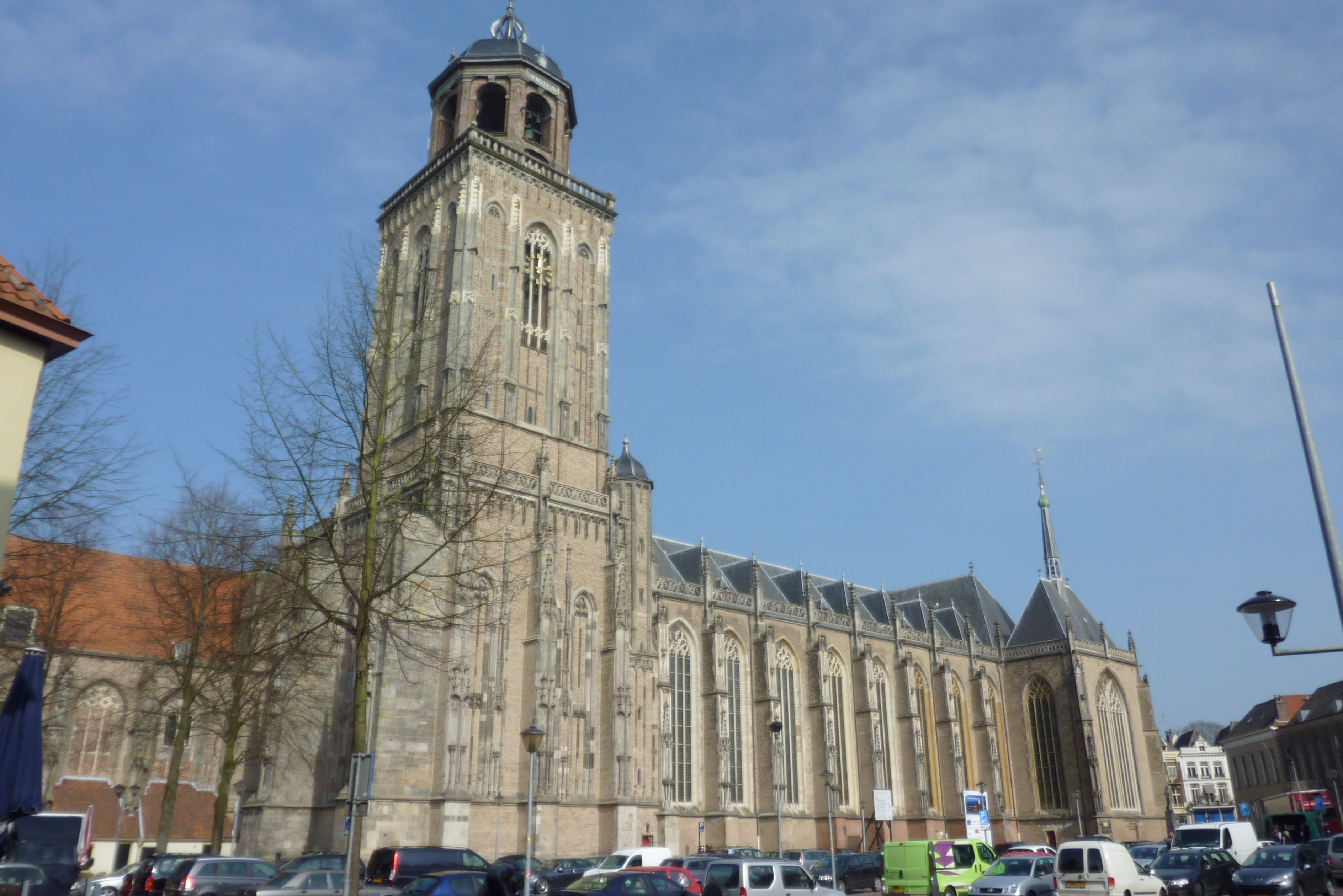
Lebuinuskerk

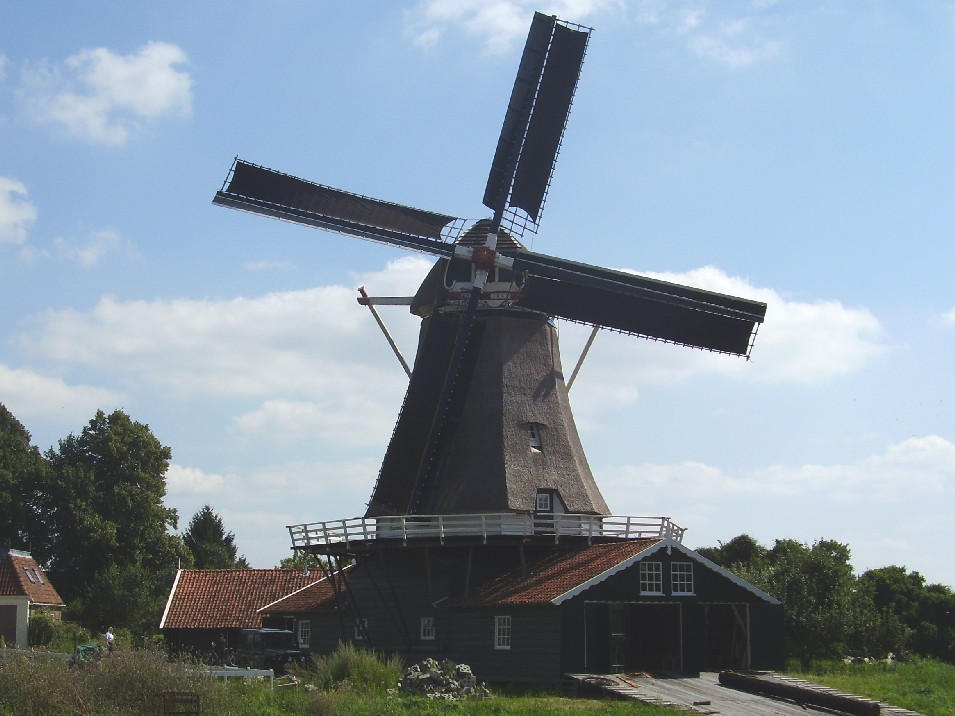
De 19e-eeuwse Bolwerksmolen

Ook zijn er een aantal oorlogsmonumenten, zie:
- Lijst van oorlogsmonumenten in Deventer

#### Centrum
Deventer is een bezienswaardige stad met een monumentaal centrum. Het middelpunt van de binnenstad wordt gevormd door de Brink, een langgerekt marktplein omzoomd door bomen en terrassen. Het herbergt diverse monumentale panden en objecten. Een blikvanger op het plein is de Waag, een laatgotisch waaggebouw uit 1528 waar nu Museum De Waag is gehuisvest, het voormalige Historisch Museum Deventer. Midden op het plein staat de Wilhelminafontein, die in 1898 bij een Deventer ijzergieterij gemaakt is. Ze werd geplaatst ter ere van de inhuldiging van koningin Wilhelmina én de aanleg van de stadswaterleiding. Voor het Penninckshuis, de toegang tot de achter de monumentale panden verborgen doopsgezinde kerk bevindt zich een standbeeld van Albert Schweitzer; de bekende tropenarts en zendeling heeft tijdens zijn leven meermalen het orgel van de Lebuinuskerk bespeeld. Aan het plein bevinden zich verder veel horecagelegenheden.

#### Religieuze gebouwen
De bekendste kerk van Deventer is de Lebuinuskerk, een laatgotische kerk met romaanse (11e-eeuwse) delen en een torenkoepel uit 1612-1613 naar ontwerp van Hendrick de Keyser. Tegen de Lebuinuskerk aan ligt de Oude Mariakerk, die eind 13e eeuw gebouwd werd, maar al sinds 1591 niet meer als kerk in gebruik is. Het is nu een ruïne waarvan nog één zijbeuk intact is, deels verscholen achter huizen en winkeltjes.
De gotische Sint-Nicolaas- of Bergkerk, met twee romaanse westtorens, uit ca. 1200 staat op het hoogste deel van het middeleeuwse Bergkwartier, dat op een oude rivierduin gebouwd werd. Deze kerk fungeert als concert- en expositieruimte. Het 15e-eeuwse Buiskensklooster is een voormalig zusterhuis van de Zusters van het Gemene Leven, een groep volgelingen van Geert Grote en de Moderne Devotie. Nu is het in gebruik als stadsarchief en bibliotheek en heeft het een toegankelijke kloostertuin.
Andere bijzondere godsgebouwen in de stad zijn de Broederenkerk, van oorsprong een kloosterkerk uit de 14e eeuw, de door Aldo van Eyck en zijn echtgenote ontworpen Maranathakerk van de Molukse gemeenschap en de Grote Synagoge, een eind-19e-eeuws gebouw in Moorse stijl. De klassiek uitgevoerde Merkez Moskee uit 2003 aan de Smyrnastraat is sinds 2013 een van de eerste in Nederland waarvan dagelijks de oproep tot gebed te horen is.

#### Andere gebouwen
Een andere bezienswaardigheid is het Stadhuis van Deventer aan het Grote Kerkhof, tegenover de Lebuinuskerk, gevestigd in een 17e-eeuws pand met een middeleeuwse kern. Het naastgelegen opvallende Landshuis maakt daar sinds de jaren 80 van de 20e eeuw ook onderdeel van uit. Aan hetzelfde plein bevindt zich ook de Latijnse school, een gebouw dat van de 15e tot de 19e eeuw als zodanig in gebruik is geweest is. De Proosdij in de Sandrasteeg is het oudste stenen woonhuis (uit omstreeks 1130) van Nederland.
De Bolwerksmolen uit 1863, een houtzaagmolen, bevindt zich aan de overkant van de IJssel bij de Wilhelminabrug en werd in 2006 geheel herbouwd. Uit de negentiende eeuw stamt ook de watertoren, die in 1893 in neorenaissancistische stijl gebouwd werd in het Nieuwe Plantsoen en in 2022 nog in gebruik is als watertoren.

#### Wijken
Het Bergkwartier is een van oorsprong middeleeuws stadsdeel met veel gerestaureerde woonhuizen en winkels. In 2007 werd een huizenrij aan de Walstraat doorbroken om een loopdoorgang naar het nieuwe winkelcomplex Het Boreel te maken. Hierbij stuitte men op resten van een oude stadsmuur met tufstenen toren, daterend uit de 13e eeuw. Daarnaast werden er twee kleinere traptorens gevonden. Het geheel werd begin november 2009 helemaal opgegraven.
Net buiten de voormalige Bergpoort ligt de Raambuurt, een 19e-eeuwse industriewijk. Hier was onder andere de ijzergieterij Nering Bögel gevestigd. Een voormalige graansilo is in gebruik als depot voor archeologische vondsten. Tussen de verkeersbrug en de spoorbrug loopt langs de IJssel de deels verlaagde Wellekade. Deze voormalige havenkade telt een aantal aanlegsteigers en een wandelpad langs de IJssel.

### Musea en galerieën
Het gemeentelijke Historisch Museum Deventer bestond van 1914 tot 2014. De organisatie van exposities op historisch en cultureel gebied werd daarna in handen gelegd van de nieuwe stichting Deventer Verhaal. Nu is Museum De Waag gevestigd in hetzelfde pand, namelijk de Waag aan de Brink. Het museum exposeert afwisselend archeologische vondsten, schilderijen en zilverwerk. Ook zijn er driedimensionale reconstructies en relicten van de industriële geschiedenis van Deventer te zien. Het museum toont vooral pronkstukken uit de Deventer Collectie die de laatste honderd jaar en nog langer geleden bijeen gebracht is.
Het Speelgoedmuseum is gevestigd aan de Brink nabij de Waag. Het heeft uit blik gemaakt mechanisch speelgoed in de collectie.
Het Kunstenlab organiseert tijdelijke exposities van hedendaagse kunst, in eigen expositieruimtes en in de openbare ruimte. Daarnaast is het een kunstuitleen, een servicebureau voor kunstenaars en bemiddelt het in atelierruimte. Het Kunstenlab is sinds 2017 gevestigd in het Havenkwartier, een herontwikkelingsgebied waar de gemeente Deventer ruimte biedt aan onder andere ateliers, cultuur- en mediabedrijven en experimentele initiatieven in architectuur.
Het Etty Hillesum Centrum is een expositie- en herinneringscentrum betreffende de plaats die de Joodse gemeenschap tot de Tweede Wereldoorlog innam in de stad Deventer. Het is ook een plek voor culturele, educatieve en ontmoetingsactiviteiten gericht op verdraagzaamheid en vrijheid. De inspiratiebron daarbij is het leven en werk van Etty Hillesum. Het centrum is gevestigd in een voormalige synagoge aan de Roggestraat.

### Kunst in de openbare ruimte

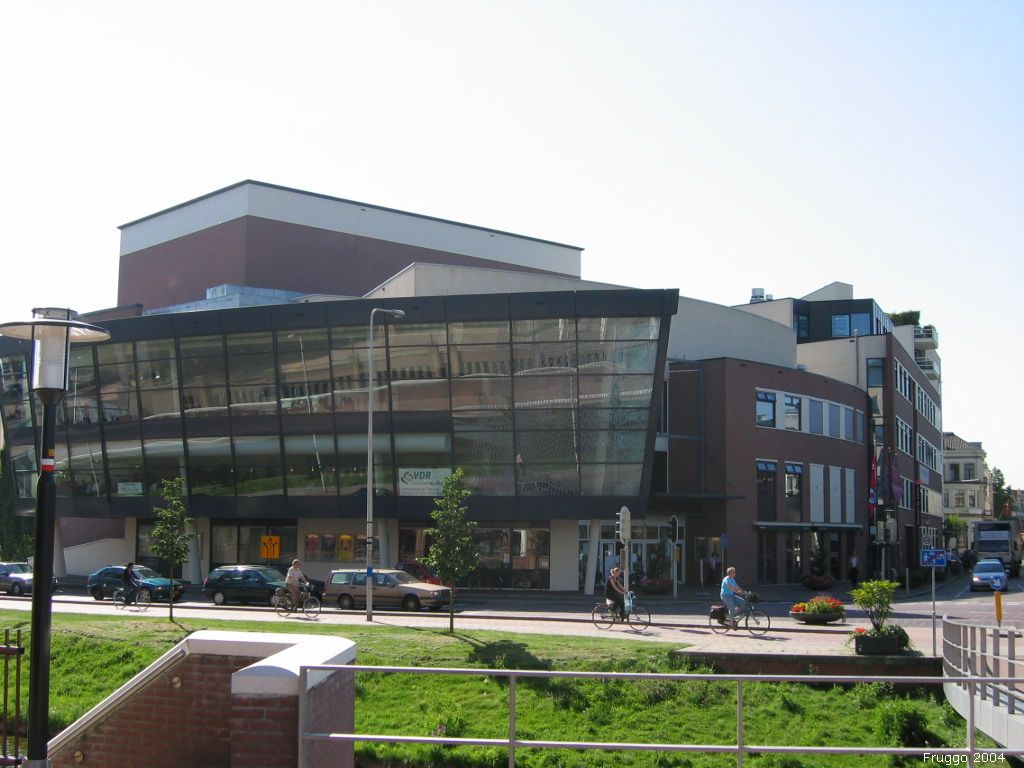
Schouwburg van Deventer

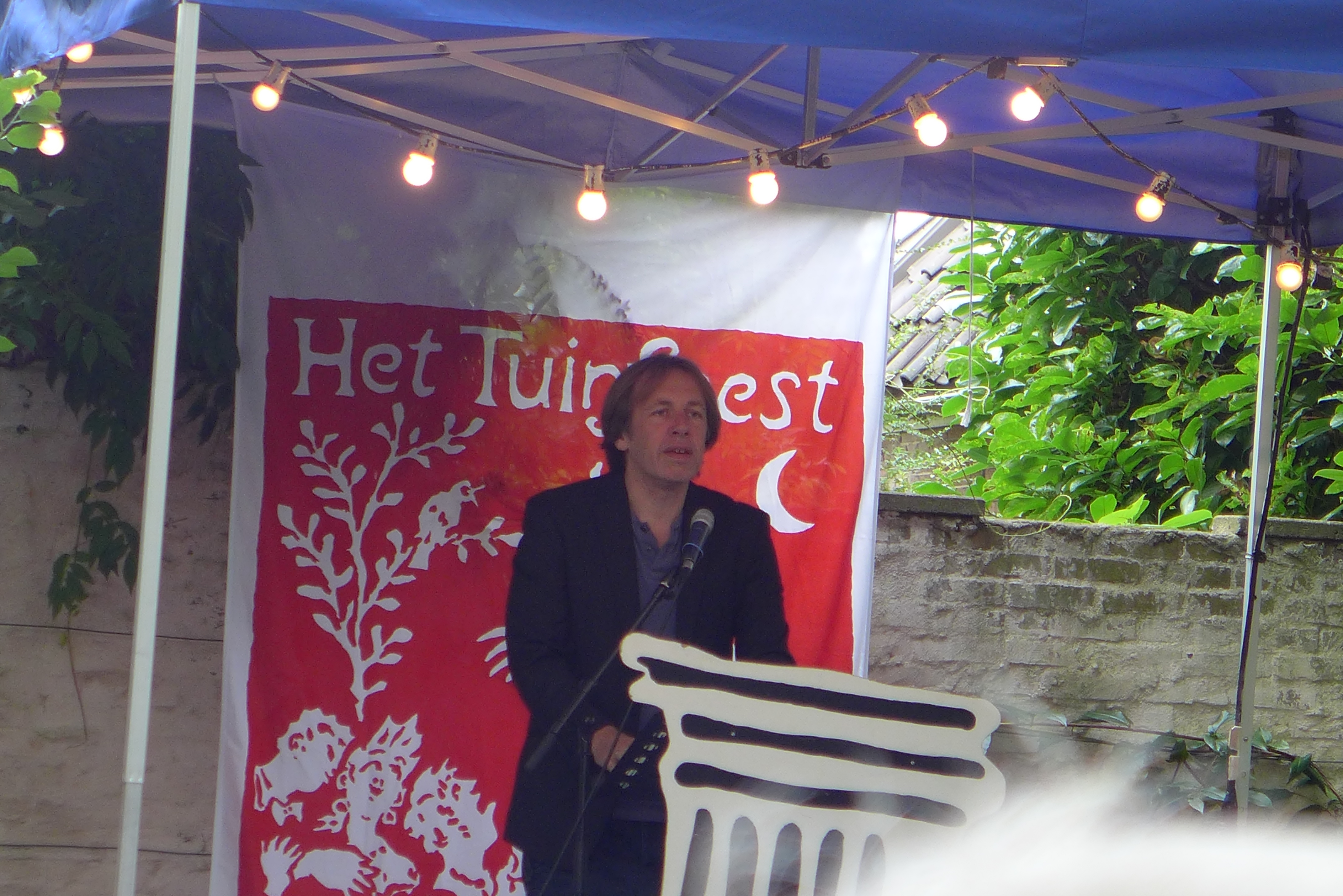
Een dichter draagt voor op Het Tuinfeest

- Lijst van beelden in Deventer

### Bibliotheken
Deventer heeft een openbare bibliotheek en leeszaal aan de Stromarkt in het centrum van de stad, er zijn steunpunten in de rest van de gemeente. Ook de Stadsarchief en Athenaeumbibliotheek aan het Klooster, de oudste stadsbibliotheek van Nederland, maakt er deel van uit.

### Theater, muziek en film
- Burgerweeshuis Deventer
- Deventer Schouwburg
- MIMIK (theater en film)

### Grote evenementen
Deventer kent enkele landelijk bekende evenementen, met name de Deventer Boekenmarkt en het Dickens Festijn. De boekenmarkt wordt gehouden op de eerste zondag van augustus gehouden aan de IJsselkade en op andere straten en pleinen. Het is de grootste boekenmarkt van Europa. Tijdens het Dickens Festijn is de oude binnenstad voor een belangrijk deel ingericht in 19e-eeuwse stijl en wordt het bevolkt door personages uit de verhalen van Charles Dickens.
Op de avond voor de boekenmarkt vond Het Tuinfeest plaats, een openlucht poëziemanifestatie in de binnenstadstuinen. Sinds 2022 is dit vervangen door 'Poëziefestival DichterBij' in theater Mimik. Deventer op Stelten is een straattheaterfestival door het hele centrum met tientallen deelnemende groepen en honderden voorstellingen, deels op stelten.
De Deventer Zomerkermis wordt begin juni gedurende een week gehouden en is de grootste in Oost-Nederland. De jaarlijkse Goede Vrijdagmarkt gaat terug tot de middeleeuwen en trekt ook veel bezoekers uit de regio. Sinterklaas houdt zijn laatste jaarlijkse officiële intocht traditioneel op 5 december in Deventer.
De Gulden Adelaar, een gemeentelijke cultuurprijs, wordt eenmaal per twee jaar uitgereikt. De 'Deventer Promotieprijs' voor de opvallendste bijdrage aan de vermarkting van het merk 'Deventer' wordt jaarlijks uitgereikt.

### Sport en recreatie
Deventer kent een aantal zeer oude sportverenigingen. De Deventer IJsclub werd opgericht in 1849 en is de oudste ijsclub van Nederland. De oudste nog bestaande veldsportvereniging is Koninklijke UD uit 1875. Verder behoren ook atletiekvereniging A.V. Daventria 1906, de Deventer Hockey Vereniging van 1913 en Roei- en Zeilvereniging Daventria die werd opgericht in 1884 tot de oudste verenigingen van Nederland op hun gebied. Worstelvereniging K.D.O. Deventer bestaat sinds 1913.
Voetbalclub Go Ahead Eagles komt uit Deventer. De club werd vier keer kampioen van Nederland. Het stadion van de club is De Adelaarshorst, dat als een van de weinige stadions van een Nederlandse betaaldvoetbalclub nog in een woonwijk ligt. In 2015 werd het stadion, waarvan de bouw begon in 1922, ingrijpend gerestaureerd.
Het in 1993 geopende sport- en recreatiecentrum De Scheg, met onder meer een kunstijsbaan en een zwembad, is een centrum voor binnensporten. Vanwege de komst van de semi-overdekte ijsbaan werd het IJsselstadion in 1992 gesloten. Op die baan zijn diverse Europese- en Wereldkampioenschappen allround schaatsen gehouden. Sinds 2011 is de ijsbaan van De Scheg geheel overdekt met een tentdakconstructie.
Dwars door Deventer loopt de Europese wandelroute E11, ter plaatse beter bekend als Marskramerpad. De route komt van de richting Wilp en komt via het pontje over de IJssel bij De Worp in het centrum. De route verlaat de stad via het noorden richting Diepenveen.

### Eten en drinken
Een traditionele lekkernij is de Deventer koek.

## Economie
De Deventer economie is van oudsher bekend vanwege de uitgeverijen. Diverse grote uitgeverijen en drukkerijen hebben een vestiging in Deventer, waaronder Wolters Kluwer en tot 2019 Roto Smeets. Bekende van oorsprong Deventer bedrijven zijn Bussink, maker van de Deventer koek, beddenfabrikant Auping en koffiebranderij Ten Have. Andere grote bedrijven die een vestiging hebben in Deventer zijn AkzoNobel en Nefit.

### Winkels en markten
Er zijn vele winkels en uitgaansgelegenheden in het uitgestrekte centrum rondom het grote stadsplein de Brink. Bekende Deventer winkelstraten zijn de Walstraat, de Lange Bisschopstraat (de Lange B.), de Korte Bisschopstraat (de Korte B.), de Kleine Overstraat, de Grote Overstraat, de Smedenstraat en de Nieuwstraat. Vlak bij het centrum ligt het nieuwe complex De Boreel, waarin winkels die grote vloeroppervlaktes vragen, in gehuisvest zijn. De bedoeling is om dit complex via de oude Walstraat met het centrum te verbinden. De koopavond in het centrum is op donderdag. Verspreid door de stad liggen verschillende andere grotere en kleinere winkelcentra. Omliggende dorpen hebben hun eigen winkelaanbod. Alle winkelcentra buiten het centrum van Deventer houden de koopavond op vrijdag. Deventer heeft 16 koopzondagen per jaar zowel voor de binnenstad als voor de winkelcentra in de wijken. De meeste supermarkten zijn iedere zondag geopend.
Omdat Deventer een echte handelsstad was waren er vroeger veel locaties binnen de grachten waar markten werden gehouden. Straatnamen herinneren daar nog aan. Zo is er de "Nieuwe Markt" (groenten en fruit), "Stromarkt" (hooi en stro) en de "Houtmarkt" (hout). Op de "Kleine Poot" was de botermarkt, waarvan het gebouwtje nog bestaat. Daarnaast vonden op de "Brink" grote jaarmarkten plaats. Buiten de grachten ontstonden ook markten, zoals onder andere de handel in vee op de "Beestenmarkt".
Tegenwoordig zijn er nog diverse weekmarkten in Deventer, zowel in het centrum als in de buitenwijken.

### Bedrijventerreinen
Het grootste bedrijventerrein van Deventer is bedrijventerrein Kloosterlanden. Op het bedrijventerrein zijn ongeveer 300 bedrijven gevestigd. Het oudste bedrijventerrein is daarentegen het bedrijventerrein Bergweide, dat in de jaren 1920 werd aangelegd en waar de Nieuwe Haven die 1927 in gebruik kwam met onder meer het Havenkwartier deel van uitmaakt. Het Havenkwartier is na de Tweede Wereldoorlog sterk ontwikkeld doordat het een betere verbinding kreeg voor binnenvaartschepen naar de IJssel toe. Aan het einde van de 20e eeuw verpauperde het bedrijventerrein, waarna al vele plannen gemaakt zijn om het gebied te herstructureren of te herindelen. Op het gehele bedrijventerrein Bergweide zijn ongeveer 150 bedrijven gevestigd.
Het jongste bedrijventerrein van Deventer is Handelspark De Weteringen. Dit is gelegen nabij de afslag Deventer-Oost van de Rijksweg A1 en telt ongeveer 75 bedrijven. Er zijn vergevorderde plannen voor een bedrijventerrein ten zuiden van de A1. Eind 1999 ging daartoe Epse-Noord, een deel van de toenmalige buurgemeente Gorssel, over naar Deventer. Het in de jaren daarna danig verrommelde agrarische gebied werd voorbereid voor de komst van Bedrijvenpark A1. De Raad van State gaf er in januari 2012 groen licht voor. Begin 2013 werd gestart met de aanlegwerkzaamheden voor het bedrijventerrein; per oktober 2014 waren twee kavels op het terrein verkocht. In dit gebied is onder meer een vestiging van horecabedrijf Van der Valk gepland en direct ten noorden ervan, langs de A1, zijn in de zomer van 2015 twee windturbines gebouwd (Windpark Kloosterlanden). Plannen voor een bedrijventerrein op het Linderveld in het buitengebied ten noorden van Deventer stuitten op een veto van de Raad van State.

### Kantoren
De gemeente Deventer onderscheidt drie kantorenzones. De grootste is kantorenlocatie Hanzepark vlak bij de A1, dit kantorenpark is gerealiseerd in de jaren negentig en is 12 hectare groot. Naast het Hanzepark is de Zuid-as een kantorenzone. Deze loopt van ongeveer het station van Deventer langs het Havenkwartier naar de A1. Onder andere de Gasunie heeft er een kantoor staan, er staat het grote en kleurrijke bedrijvenverzamelgebouw l'Arc en ciel door I'M Architecten, het bedrijvenverzamelgebouw Hanze Staede in organische bouwstijl door architect Max van Huut, en het utiliteitsgebouw van verpakkingsbedrijf Ardagh. De derde kantorenstrook is de As binnenstad - Colmschate en volgt de provinciale weg 344. In 2016 stond 23% van de totale kantoorruimte in Deventer leeg.

### Media
Deventer kende tussen 1837 en 1926 het weekblad Deventer Courant. Vanaf 1885 verscheen het Deventer Dagblad, dat sinds 2003 verder ging als katern van het regionale dagblad de Stentor. Deventer Post en De Stedendriehoek (Deventer-Apeldoorn-Zutphen e.o.) zijn wekelijkse huis-aan-huisbladen.
De lokale omroep is Salland1 (radio en tv). Daarnaast is er een commerciële tv-kanaal Salland TV en een commerciële radiozender Koekstad Radio. 
Grote delen van de film A Bridge Too Far zijn in 1976 opgenomen in en bij Deventer.

## Gezondheidszorg
- Deventer Ziekenhuis
- Psychiatrisch Ziekenhuis Brinkgreven, onderdeel van Dimence Groep
- P.W. Janssen Verpleeghuis
- Gezondheidsdienst voor Dieren

## Onderwijs

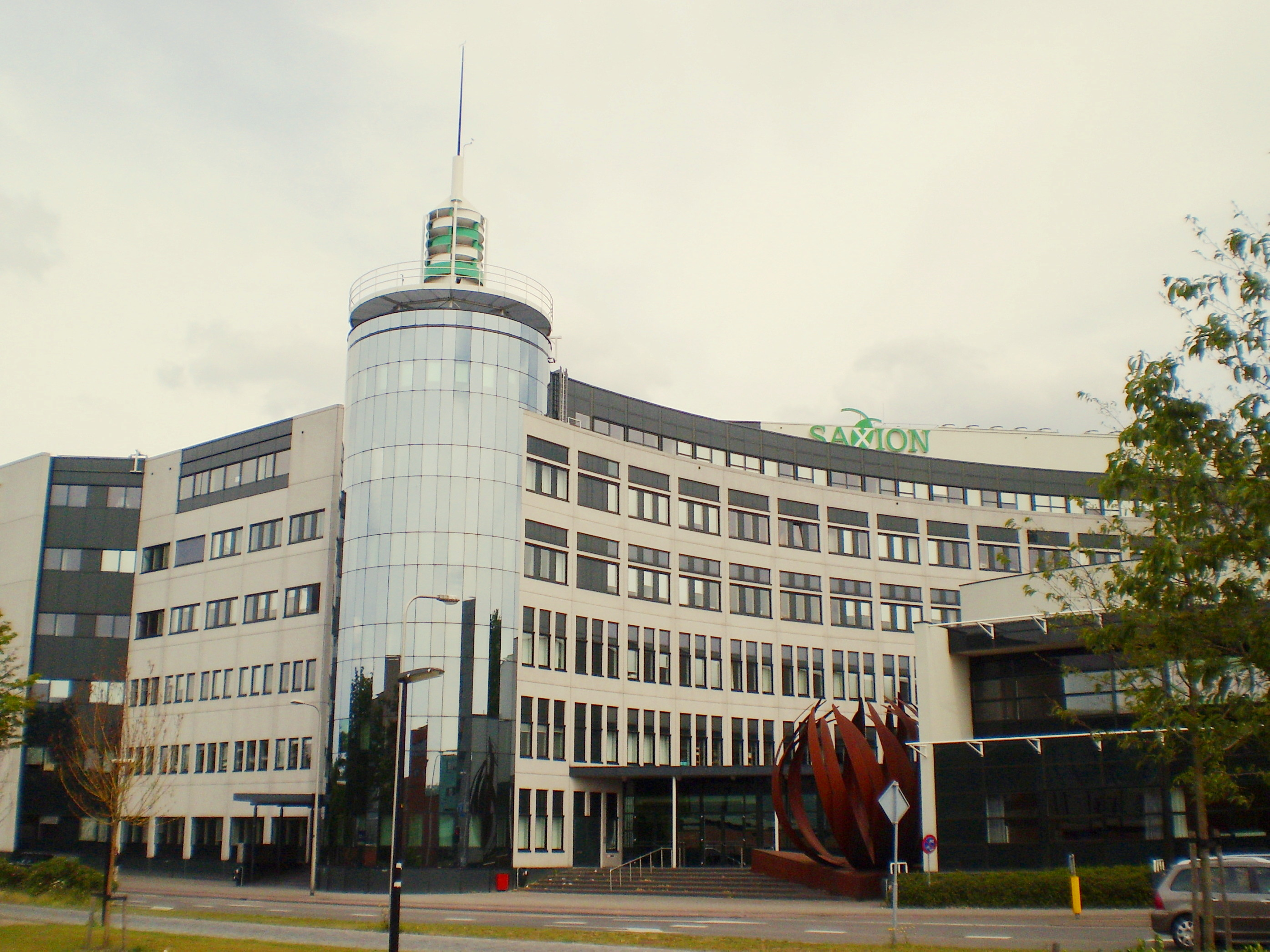
Vestiging van de hogeschool Saxion in Deventer

### Basisonderwijs
Deventer kent basisscholen van uiteenlopende signatuur, van openbaar tot bijzonder onderwijs zoals confessioneel onderwijs (op godsdienstige of levensbeschouwelijke grondslag): protestants, katholiek, evangelisch, interconfessioneel en islamitisch onderwijs; alsook algemeen bijzonder onderwijs: montessori-, dalton- en vrijeschoolonderwijs. Ook is er speciaal onderwijs. Het merendeel van de openbare basisscholen valt onder de Stichting Openbaar Primair Onderwijs Deventer (OPOD); het merendeel van de christelijke basisscholen valt onder de bovenregionale Stichting Varietas (voorheen Quo Vadis).

### Voortgezet onderwijs
Het Etty Hillesum Lyceum is een scholengemeenschap voor het voortgezet onderwijs die onderdeel uit maakt van de Stichting Carmelcollege. Het is in 2000 ontstaan na een fusie van drie scholengemeenschappen, te weten de Alexander Hegius Scholengemeenschap (openbaar), Christelijke Revius Scholengemeenschap (protestants-christelijk) en het Geert Groote College (katholiek). Het lyceum heeft zes vestigingen:
- Arkelstein: praktijkonderwijs
- De Marke Zuid (tot 2016 Keurkamp geheten): vmbo-basisberoepsgerichte leerweg
- Het Vlier: havo, atheneum, gymnasium (bovenbouw)
- De Boerhaave: havo, atheneum, gymnasium (onderbouw)
- Stormink: vmbo, havo, atheneum (onderbouw) en internationale schakelklas
- De Marke Noord (tot 2016 Het Slatink geheten): havo onderbouw, vmbo-theoretische leerweg, vmbo-kaderberoepsgerichte leerweg. Sinds 2017 wordt hier ook vrijeschoolonderwijs aangeboden.

Het lyceum telt 5.319 leerlingen en 520 medewerkers.
Van ca. 1150 tot 1848 kende Deventer een Latijnse School, die in het begin als kapittelschool aan de Lebuinuskerk verbonden was. Het gebouw aan de Grote Kerkhof 5-6 waar de school vanaf de tweede helft van de 15e eeuw in gevestigd was is sinds 1968 een rijksmonument.

### Lager en middelbaar beroepsonderwijs
In 1999 werd Aventus (voorheen ROC Aventus) opgericht voor het middelbaar beroepsonderwijs. Scholen van dit regionale opleidingsconglomeraat zijn in Deventer gevestigd aan de Middelweg en de Holterweg.
In 1905 werd in Deventer de eerste vrouwenarbeidsschool van Nederland opgericht. Het was als school voor huishoudonderwijs de tegenhanger van de al bestaande ambachtsschool voor jongens. Meisjes werden er aanvankelijk met name opgeleid tot dienstbode of naaister, leervakken waren onder meer: nuttige handwerken, hand- en machinenaaien, patroontekenen, knippen, breien, stoppen, kostuumnaaien, tekenen, boekhouden, strijken, wassen en koken. Vanaf 1925 was de opleiding gevestigd in een speciaal gebouwd complex aan Diepenveenseweg 136. Het schoolgebouw bleef tot 2010 in gebruik, laatstelijk als ZMOK-school. In 2019 kreeg het een woonbestemming.

### Hoger onderwijs
Saxion (voorheen Saxion Hogescholen) is sinds 1998 een voortzetting van onder meer Hogeschool IJselland die in 1986 te Deventer werd opgericht.
In 1912 werd de Middelbare Koloniale Landbouwschool opgericht, voortgesproten uit de Rijkslandbouwschool Wageningen. Nadat de dekolonisatie zijn intrede deed werd de naam gewijzigd in Tropische Landbouwschool. In 1957 werd de school omgevormd tot de Rijks Hogere School voor Tropische Landbouw. Na een fusie met opleidingen uit Boskoop, Wageningen en Velp werd het de Internationale Agrarische Hogeschool Larenstein. De school was gevestigd aan de kruising Ceintuurbaan/Brinkgreverweg, Het gebouw kreeg in 2018 een woonbestemming.
Van 1630 tot 1878 was er het Athenaeum Illustre, een zogeheten illustere school voor hoger onderwijs. De studies theologie, recht, letteren en geneeskunde werden er aangeboden. De school was eerst gevestigd in het voormalige Lamme van Dieseklooster en van 1836 tot aan de sluiting in een pand aan de Grote Poot dat daarna plaats zou bieden aan Sociëteit De Hereeniging.

## Verkeer en vervoer

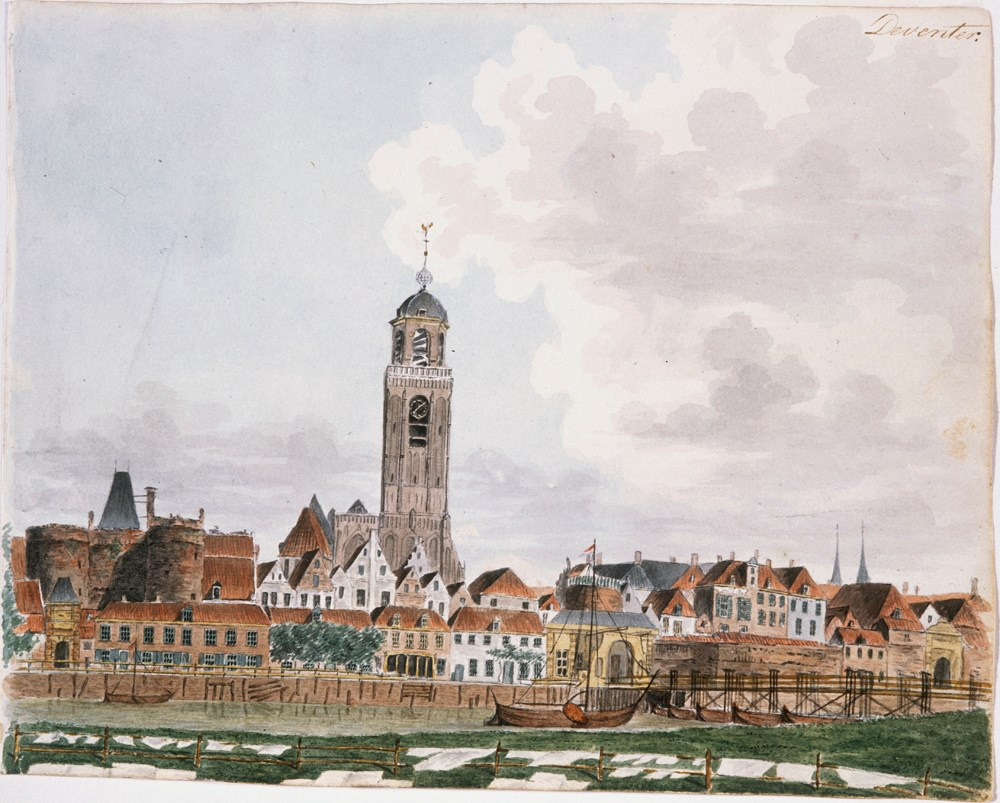
Gezicht op Deventer met schipbrug en poortgebouwen, Josephus Knip, 1835

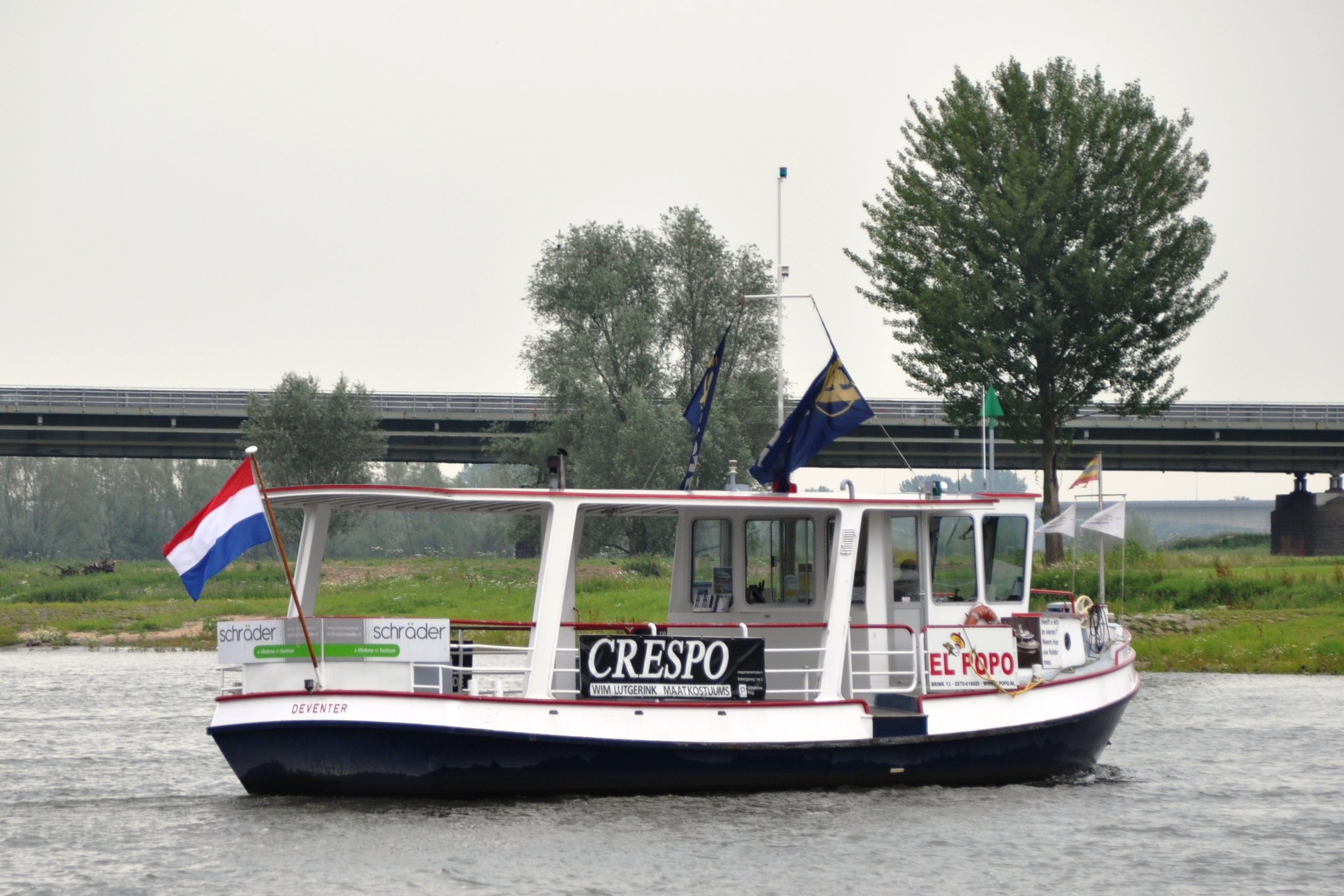
Veerpont de 'Stokvis' (2011)

### Verkeerswegen
Deventer is per auto onder meer bereikbaar via de A1, N337, N344 en de N348.

### Waterwegen
Afvarend op de IJssel heeft Deventer een aantal havens:
- km 943,6 het havenkanaal van Cebeco Handelsraad, lengte 600 m, breedte 25 m, diepte NAP −1,00 m. de haven is onttrokken aan de scheepvaart.[29]
- km 943,7 de Gashaven, lengte 200 m, breedte 25 m, diepte NAP −1,00 m.
- km 943,9 de voorhaven van de Prins Bernhardsluis, die toegang geeft tot de Nieuwe Haven van Deventer. Die heeft een lengte van 100 m en een breedte van 12 m, diepte KP −1,6 m.[30]

Achter de sluis ligt het industriehavencomplex, dat bestaat uit een basiskanaal met een arm naar het zuiden en het oosten. Die oostelijke arm staat in verbinding met het Kanaal Deventer-Raalte (ook dit is onttrokken aan de scheepvaart) en een doodlopend deel van de oude Schipbeek. Dit stuk is in gebruik als woonschepenhaven. Beide armen zijn 360 m lang en 60 m breed. De havens binnen de sluis zijn bevaarbaar voor schepen tot 2300 ton.
- km 947,5 de Zandweerdhaven (jachthaven).

### Veerpont
Bij km 944,9 vaart een fiets- en voetveer tussen het stadscentrum en woonwijk De Hoven. In de loop der jaren voeren er meerdere pontjes onder de naam 'Stokvis'. In 2021 kwam de 'Stad Deventer' in dienst, een nieuw gebouwde pont met elektrische aandrijving. Deze biedt ruimte aan honderd passagiers per overtocht. Het veer is continu te volgen via een webcam die de IJssel ter plaatse in beeld brengt.

### Spoorwegen

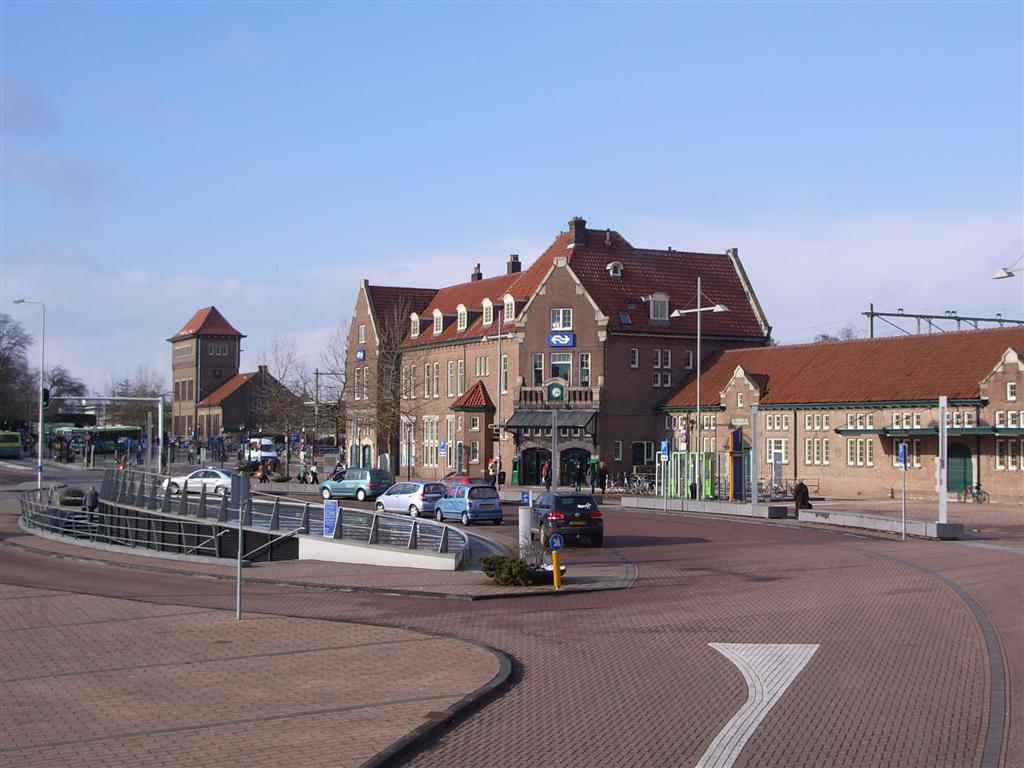
Station Deventer

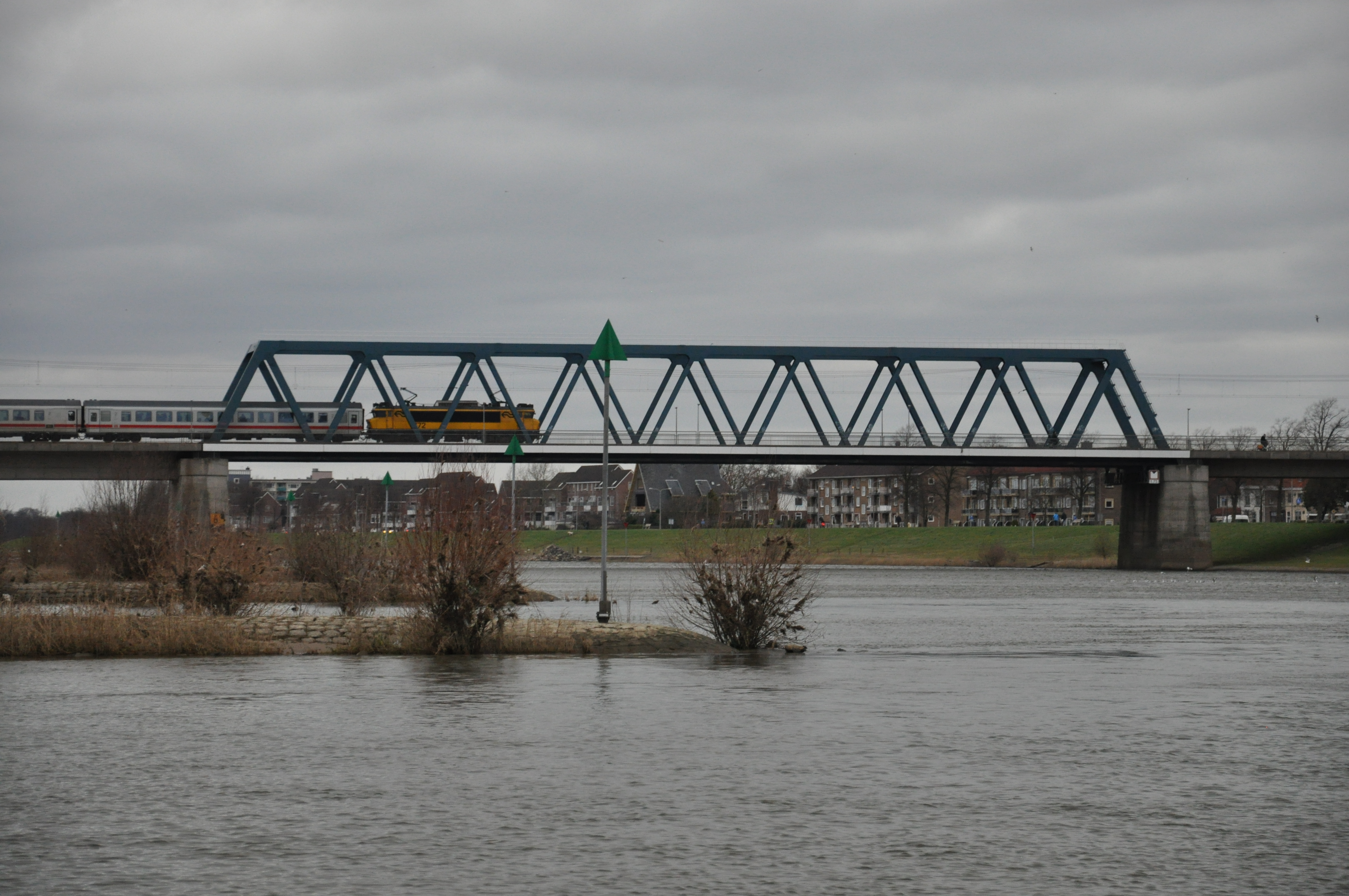
Spoorbrug over de IJssel

Deventer telt sinds 1989 twee treinstations, station Deventer en het voorstadstation Deventer Colmschate. Eerder heeft Deventer meerdere zogenoemde stopplaatsen gekend. De meeste daarvan zijn rond 1920 gesloten. Naast de huidige spoorverbindingen vanaf het treinstation Deventer, over de spoorlijnen Arnhem - Deventer - Zwolle, Apeldoorn - Deventer en Deventer - Almelo, bestond van 1910 tot en met 1935 een treinverbinding op de spoorlijn Deventer - Ommen. Deze werd geëxploiteerd door de Overijsselsche Lokaalspoorweg-Maatschappij Deventer - Ommen (OLDO), maar moest vanwege concurrentie van de autobus de treindienst stoppen.
In de dienstregeling 2025 stoppen de volgende treinseries in Deventer:
| Serie         | Treinsoort                                    | Route | Bijzonderheden |
| ------------- | --------------------------------------------- | --- | --- |
| 140/240 IC 77 | Intercity (NS International / DB Fernverkehr) | Amsterdam Centraal – Hilversum – Amersfoort Centraal – Apeldoorn – Deventer – Hengelo – Bad Bentheim – Rheine – Osnabrück Hbf – Bünde (Westf) – Hannover Hbf – Berlin-Spandau – Berlin Hbf – Berlin Ostbahnhof     | Stopt niet in Almelo. Rijdt elke twee uur. |
| 450           | European Sleeper (European Sleeper)           | Brussel-Zuid – Antwerpen-Centraal – Roosendaal – Rotterdam Centraal – Den Haag HS – Schiphol Airport – Amsterdam Centraal – Amersfoort Centraal – Deventer – Bad Bentheim – Berlin Hbf – Dresden Hbf – Praha hl.n. | Stopt 2-3x per week. Stopt richting Brussel niet op Schiphol Airport en Den Haag HS.                                                                |
| 1500          | Intercity (NS)                                | Amsterdam Centraal – Hilversum – Amersfoort Centraal – Apeldoorn – Deventer | Rijdt op werkdagen tijdens de spits van/naar Deventer. Tussen de spitsen is dat 1x per 2 uur. Rijdt in het weekend enkele ritten van/naar Deventer. |
| 1700          | Intercity (NS)                                | Den Haag Centraal – Gouda – Utrecht Centraal – Amersfoort Centraal – Apeldoorn – Deventer – Almelo – Hengelo – Enschede                                                                                            | Rijdt na 20:00 uur tussen Enschede en Utrecht Centraal en rijdt dan vanaf Utrecht Centraal door als Intercity 2800 naar Rotterdam Centraal.         |
| 3600          | Intercity (NS)                                | Roosendaal – Breda – Tilburg – 's-Hertogenbosch – Nijmegen – Arnhem Centraal – Dieren – Zutphen – Deventer – Zwolle                                                                                                | |
| 7000          | Sprinter (NS)                                 | Apeldoorn – Deventer – Deventer Colmschate – Almelo – Hengelo – Enschede | Rijdt in de spits van/naar Enschede |

### IJsselbruggen
Deventer telt drie bruggen over de IJssel. Van zuid naar noord zijn dit:
- bij km 942,1 de IJsselbrug in de A1 voor wegverkeer. Wijdte 125 m, doorvaartbreedte 74,50 m, doorvaarthoogte aan de linker oever NAP +15,07 m, midden NAP +15,70 en aan de rechter oever NAP +15,11.
- bij km 944,5 de Wilhelminabrug in de N344 voor auto's, fietsers en voetgangers. Wijdte 100 m, doorvaartwijdte tussen de referentietekens 76,90 m, doorvaarthoogte aan de linker oever NAP +13,36 m, midden NAP +13,73 en aan de rechter oever NAP +13,47.
- bij km 945,6 de IJsselspoorbrug in de spoorlijn Apeldoorn - Deventer voor treinen, fietsers en voetgangers. Wijdte 90 m, doorvaartwijdte tussen de referentietekens 71,90 m, doorvaarthoogte aan de linker oever NAP +13,56 m, midden NAP +13,63 en aan de rechter oever NAP +13,56.

Er zijn plannen voor een vierde brug op lange termijn. Deze zou ten noorden van de stad moeten komen.

### Stads- en streekvervoer

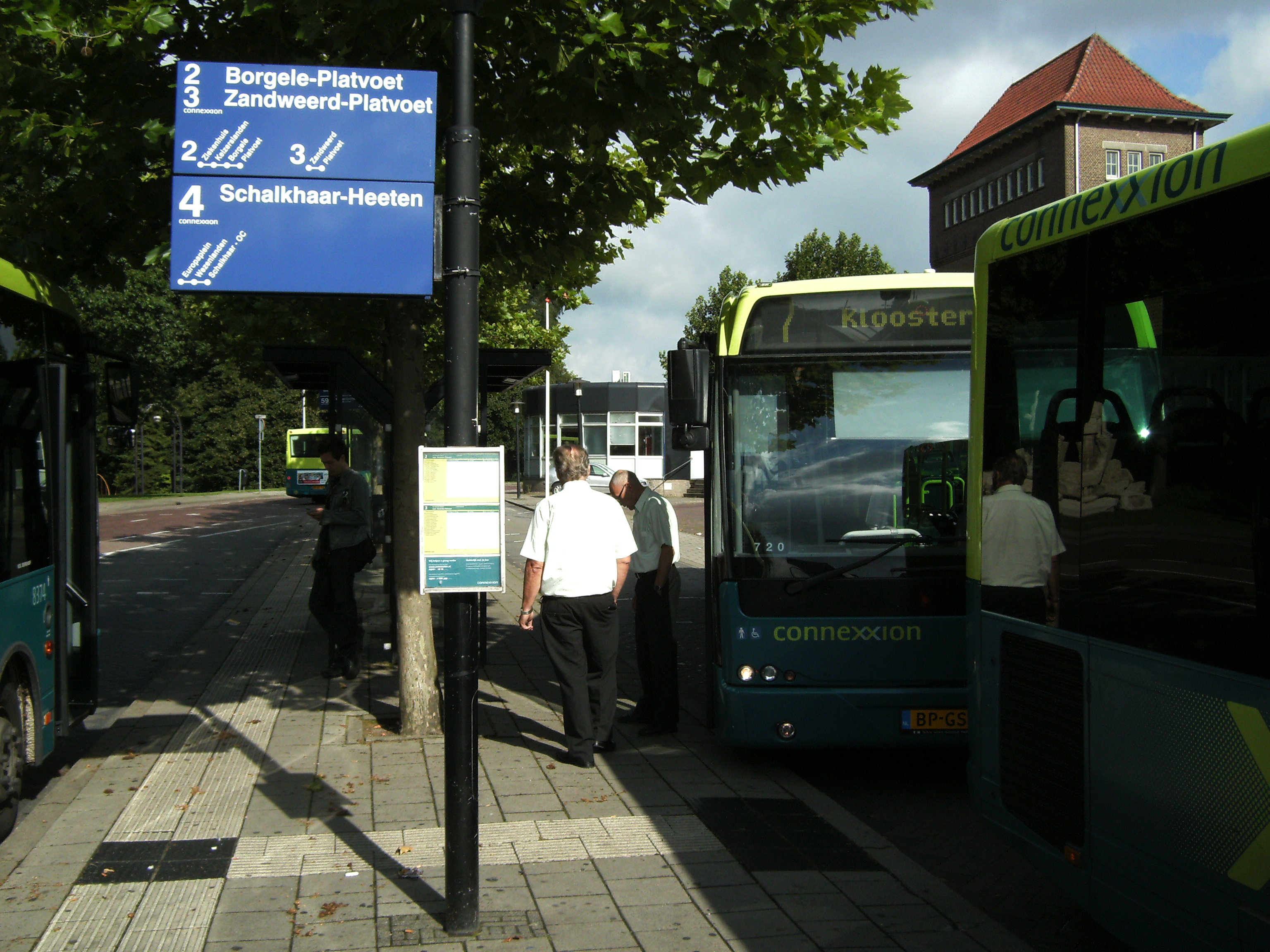
Busstation Deventer in 2008

In de 19e en 20e eeuw was Deventer aangesloten op het uitgebreide tramnetwerk van de Achterhoek. De tramlijn tussen Deventer en Borculo werd van 1885 tot en met 1944 door de Geldersch-Overijsselsche Stoomtram Maatschappij (G.O.S.M.) en haar opvolgers geëxploiteerd. Een andere trammaatschappij, de Tramweg Maatschappij Zutphen-Emmerik, exploiteerde de tramlijn tussen Deventer en Zutphen. Het tramstation van Deventer stond op het Pothoofd. Het was niet gecombineerd met het treinstation van Deventer omdat de trams te zwaar waren om over twee tussenliggende bruggen te rijden. Voor de trammaatschappij leek het niet winstgevend om twee bruggen te verstevigen, waardoor ze het Pothoofd als eindstation gebruikten. Na de Tweede Wereldoorlog zijn beide tramlijnen opgebroken.
Het busvervoer wordt sinds eind 2022 verzorgd door EBS onder de naam RRReis, met uitzondering van de lijnen uit de Achterhoek, die door Arriva worden verzorgd. De volgende buslijnen rijden vanaf Deventer busstation:
- Lijn 1: naar De Vijfhoek (via Snipperling, Blauwenoord en Colmschate) (ringlijn met 5)
- Lijn 2: naar Platvoet (via Keizerslanden en Borgele) (ringlijn met lijn 3)
- Lijn 3: naar Platvoet (via Zandweerd) (ringlijn met lijn 2)
- Lijn 4: naar Schalkhaar
- Lijn 5: naar De Vijfhoek (via Deventer Ziekenhuis) (ringlijn met 1)
- Lijn 6: naar Colmschate (via Rivierenwijk, Snipperling, Het Bramelt, Handelspark en Colmschate-Zuid)
- Lijn 7: ringlijn via Kloosterlanden en Bergweide
- Lijn 8: naar Bedrijvenpark A1 (via Snipperling en Het Bramelt)
- Lijn 57: naar Borculo (via Epse, Hassink, Harfsen, Laren, Lochem en Barchem)
- Lijn 81: naar Zutphen (via Epse, Gorssel en Eefde)
- Lijn 160: naar Bathmen (via Colmschate)
- Lijn 161: naar Hasselt (via Diepenveen, Boskamp, Olst, Den Nul, Wijhe, Windesheim, Zwolle en Genne)
- Lijn 165: naar Raalte (via Schalkhaar, Wesepe en Pleegste)
- Lijn 517: naar Heeten (via Schalkhaar) (buurtbus)
- Lijn 590: naar Nieuw Heeten (via Ziekenhuis, Lettele en Okkenbroek) (buurtbus)
- Lijn 660: naar Holten (via Bathmen en Dijkerhoek) (schoolbus)